# Soultzbach-les-Bains
Ne pas confondre avec Soultz-les-Bains, commune du Bas-Rhin
Soultzbach-les-Bains (all. Bad Sulzbach) est une commune française située dans la circonscription administrative du Haut-Rhin et, depuis le 1er janvier 2021, dans le territoire de la collectivité européenne d'Alsace, en région Grand Est.
Cette commune se trouve dans la région historique et culturelle d'Alsace.

## Géographie

### Localisation
Petit village sur la route des vins d'Alsace. Le village est situé à l'entrée d'un vallon latéral de la grande et belle vallée de Munster. Soultzbach-les-Bains est traversé par le Krebsbach et le Runsbach et se situe à 6 km de Munster et à 14 km de Colmar. Les communes limitrophes sont Wasserbourg, Griesbach-au-Val et Wihr-au-Val.
|                  | Wihr-au-Val          | Vœgtlinshoffen          |
| Griesbach-au-Val | Soultzbach-les-Bains | Hattstatt Gueberschwihr |
| Wasserbourg      | Soultzmatt           | Pfaffenheim             |

### Hydrographie
La commune est dans le bassin versant du Rhin au sein du bassin Rhin-Meuse. Elle est drainée par le Krebsbach,.

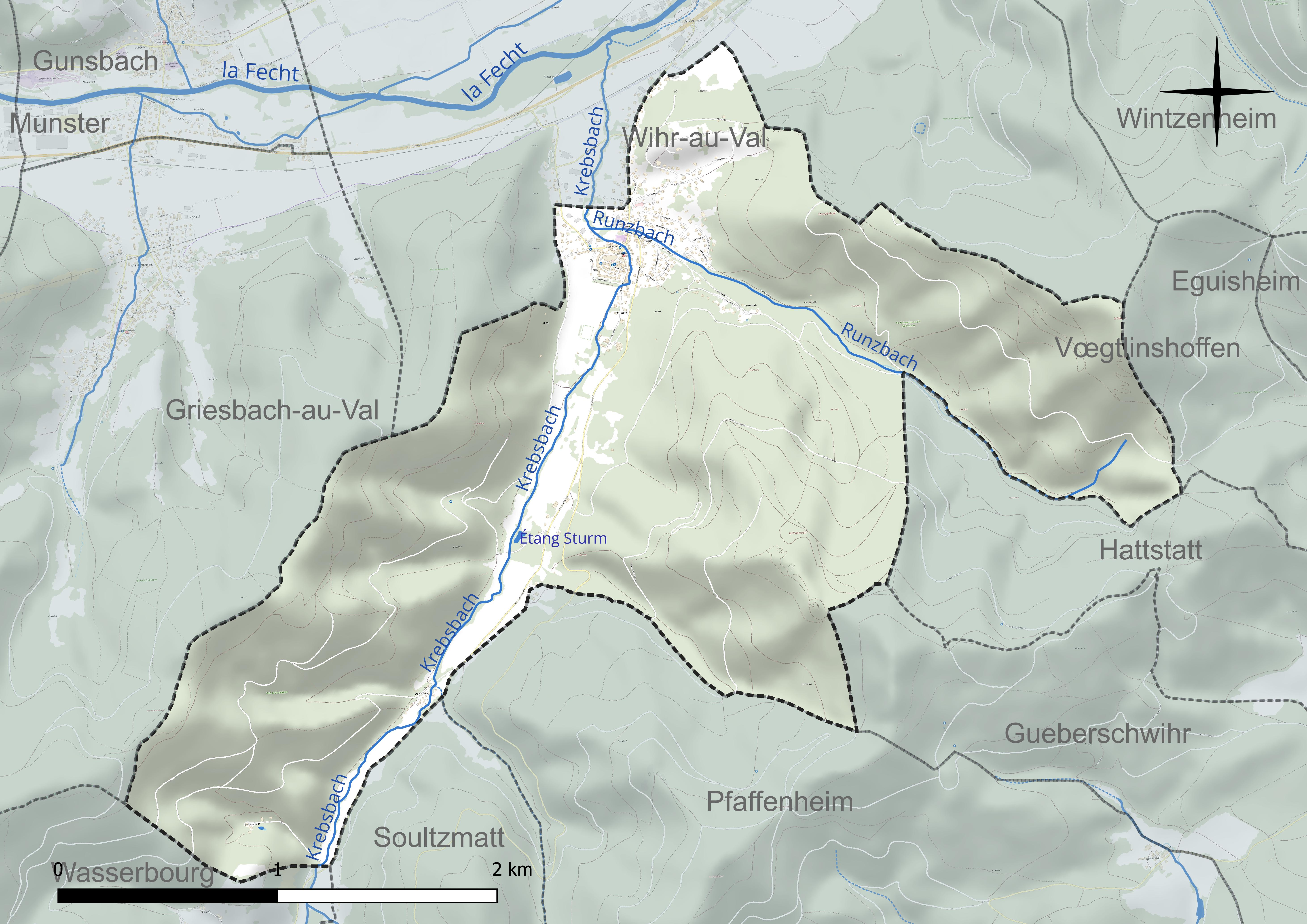
Réseau hydrographique de Soultzbach-les-Bains.

Un plan d'eau complète le réseau hydrographique : l'étang Sturm (0,1 ha),.

### Climat
Pour des articles plus généraux, voir Climat du Grand Est et Climat du Haut-Rhin.
En 2010, le climat de la commune est de type climat de montagne, selon une étude du Centre national de la recherche scientifique s'appuyant sur une série de données couvrant la période 1971-2000. En 2020, Météo-France publie une typologie des climats de la France métropolitaine dans laquelle la commune est exposée à un climat semi-continental et est dans la région climatique  Vosges, caractérisée par une pluviométrie très élevée (1 500 à 2 000 mm/an) en toutes saisons et un hiver rude (moins de 1 °C). 
Pour la période 1971-2000, la température annuelle moyenne est de 9,8 °C, avec une amplitude thermique annuelle de 17,1 °C. Le cumul annuel moyen de précipitations est de 1 087 mm, avec 11,1 jours de précipitations en janvier et 10,2 jours en juillet. Pour la période 1991-2020, la température moyenne annuelle observée sur la station météorologique de Météo-France la plus proche, « Munster_sapc », sur la commune de Munster à 5 km à vol d'oiseau, est de 10,4 °C et le cumul annuel moyen de précipitations est de 1 053,5 mm. 
La température maximale relevée sur cette station est de 38,3 °C, atteinte le 5 juillet 2015 ; la température minimale est de −19 °C, atteinte le 20 décembre 2009,,. 
Les paramètres climatiques de la commune ont été estimés pour le milieu du siècle (2041-2070) selon différents scénarios d'émission de gaz à effet de serre à partir des nouvelles projections climatiques de référence DRIAS-2020. Ils sont consultables sur un site dédié publié par Météo-France en novembre 2022.

## Urbanisme

### Typologie
Au 1er janvier 2024, Soultzbach-les-Bains est catégorisée bourg rural, selon la nouvelle grille communale de densité à sept niveaux définie par l'Insee en 2022.
Elle est située hors unité urbaine. Par ailleurs la commune fait partie de l'aire d'attraction de Colmar, dont elle est une commune de la couronne,. Cette aire, qui regroupe 95 communes, est catégorisée dans les aires de 50 000 à moins de 200 000 habitants,.

### Occupation des sols
L'occupation des sols de la commune, telle qu'elle ressort de la base de données européenne d’occupation biophysique des sols Corine Land Cover (CLC), est marquée par l'importance des forêts et milieux semi-naturels (82,6 % en 2018), une proportion identique à celle de 1990 (82,6 %). La répartition détaillée en 2018 est la suivante :
forêts (82,6 %), zones agricoles hétérogènes (9,6 %), zones urbanisées (3,7 %), prairies (3,6 %), terres arables (0,6 %). L'évolution de l’occupation des sols de la commune et de ses infrastructures peut être observée sur les différentes représentations cartographiques du territoire : la carte de Cassini (XVIIIe siècle), la carte d'état-major (1820-1866) et les cartes ou photos aériennes de l'IGN pour la période actuelle (1950 à aujourd'hui).

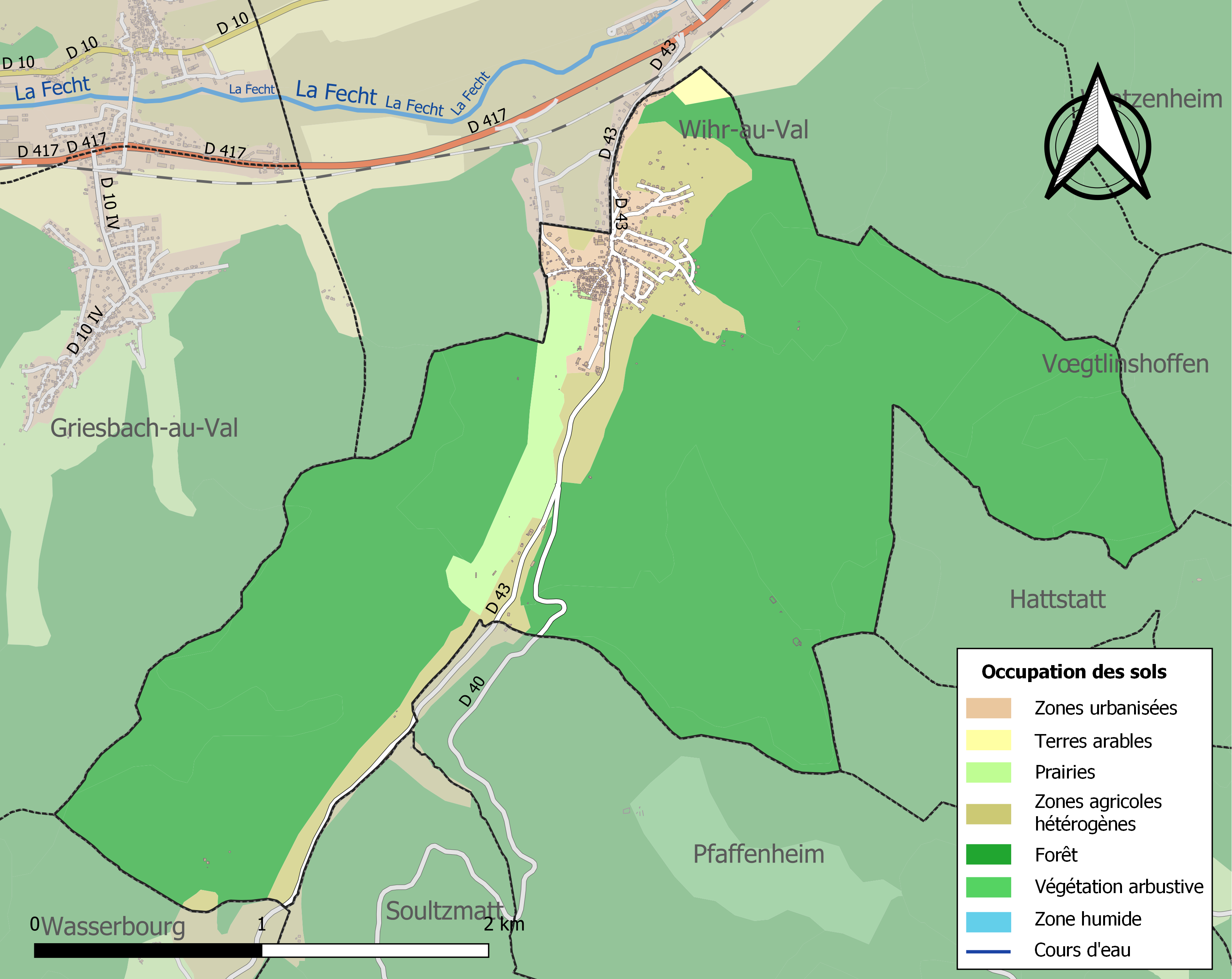
Carte des infrastructures et de l'occupation des sols de la commune en 2018 (CLC).

## Toponymie
Le nom de Soultzbach (de sultz, sel et bach, ruisseau) a connu plusieurs métamorphoses au fil des siècles :
- Sulzpach, en 1222 ;
- Mendat ze Sulzpach, en 1274 ;
- Castellum Sulzpach Muris et Fossalo Cingitur en 1275 ;
- Acidelas ex Sulzpach en 1627.

Le village s'est vu gratifier de l'ajout « les Bains » en 1923, grâce à Xavier Sengelin, directeur d'école, correspondant et historien local.

## Histoire
Cette petite ville est connue par ses eaux minérales, dont la principale source, découverte en 1603, jaillit au pied d'un mamelon de lœss ou lehm, l'Oberfeldbach, au-dessus duquel est une couche très compacte d'un conglomérat granitique cimenté par de l'hydrate de protoxyde de fer.

Soultzbach-les-Bains est cité pour la première fois en 1211. L'origine de son nom vient de Sulcebach : Sulz, source salée, et Bach, ruisseau. Soultzbach relevait autrefois des ducs de Lorraine qui l'inféodèrent aux nobles de la famille des Hattstatt. Les seigneurs de Hattstatt le fortifièrent en 1275 et en firent une ville. Sur son cimetière on voit encore deux pierres tumulaires assez remarquables : l'une de 1351, représente une religieuse tenant son chapelet dans les mains, l'autre de 1514 représente le seigneur Jacques de Hattstatt et sa femme Mergen de Rathsamhausen. Le sanctuarium sur le côté gauche du chœur de l'église, en pierre sculptée, mérite aussi d'être cité. Après leur extinction en 1585, leurs héritiers, les Schauenburg, transformèrent le château en hôtel de bains. Les bains de Soultzbach, lancés vers 1615, furent très appréciés aux XVIIe et XVIIIe siècles dans toute l'Europe comme lieu de cure et de loisirs. Près de la limite de Soultzbach et de Gueberschwihr se trouve le château de Schrankenfels, bâti au début du XIIIe siècle par les seigneurs de Gueberschwihr. Au XIVe siècle, il a appartenu aux Hattstatt, avant d'être détruit au XVe siècle. Les Hattstatt possédaient également le Haneck, situé à proximité immédiate du Schrankenfels. 

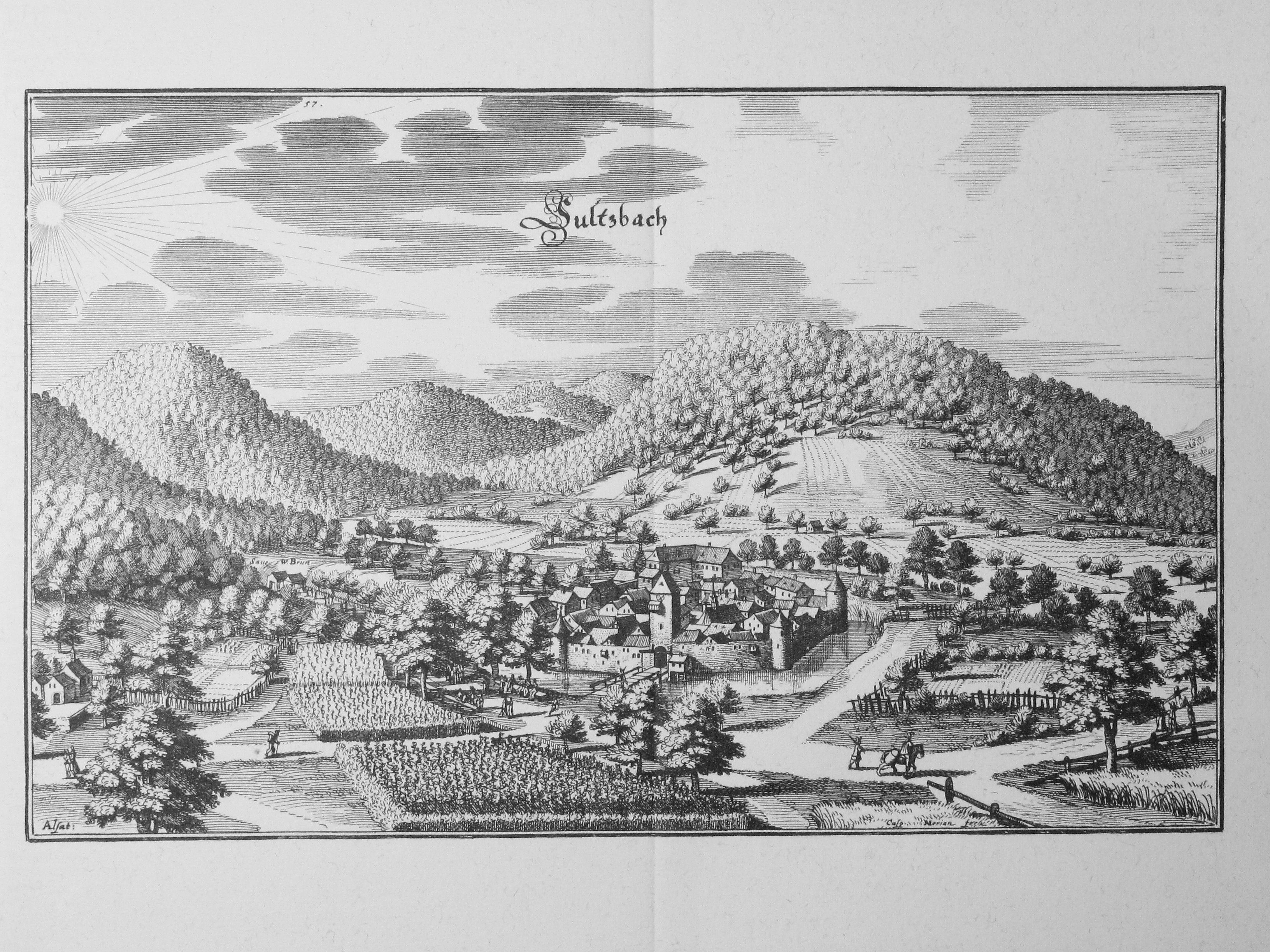
Sultzbach, Topographia Alsatiae, 1643/44 & 1663, Matthäus Merian l’Ancien et Martin Zeiller
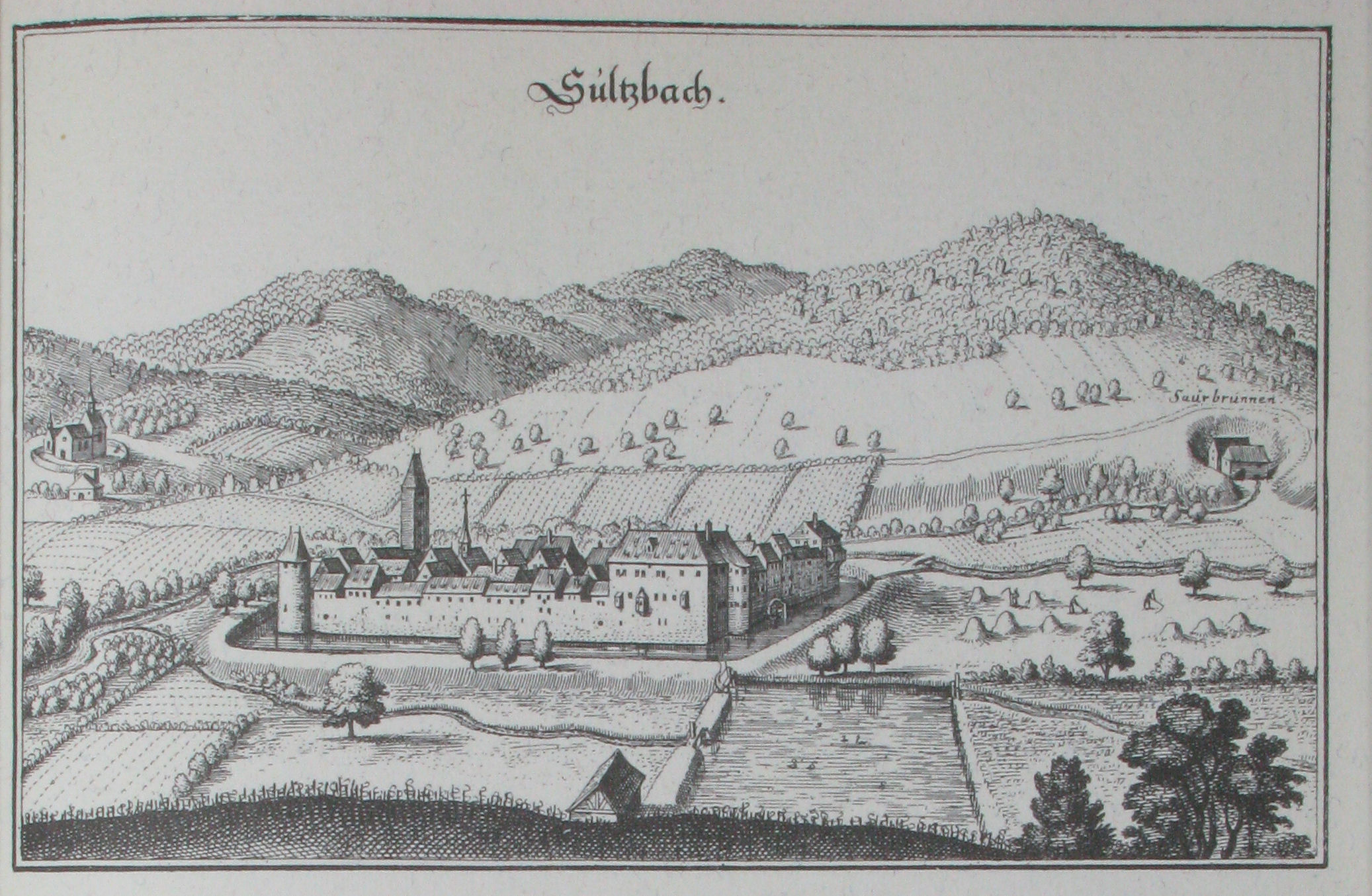
Sultzbach, Topographia Alsatiae, 1643/44 & 1663, Matthäus Merian l’Ancien et Martin Zeiller
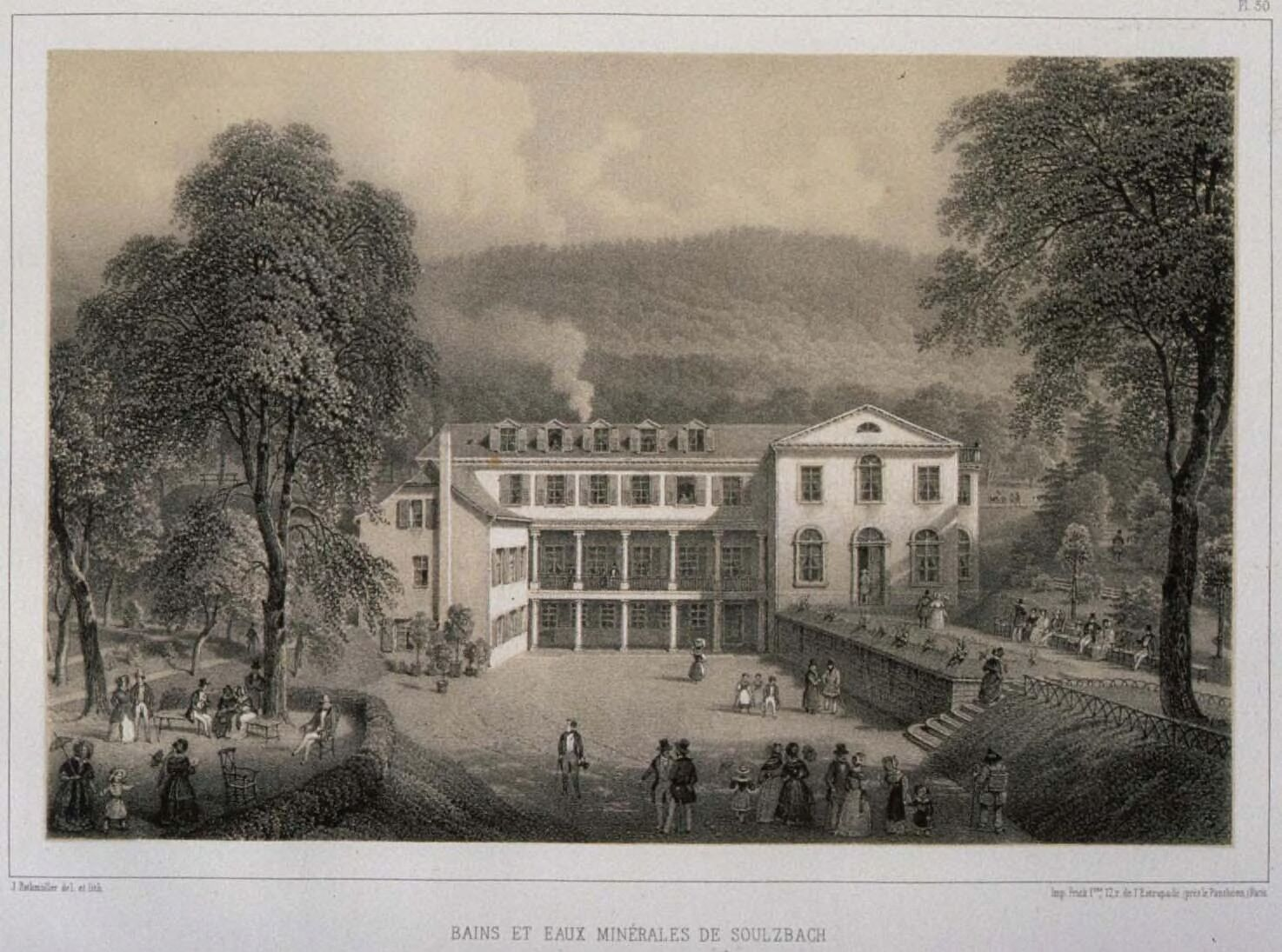
Bains et eaux minérales de Soultzbach, Rothmuller, Jacques. Illustrateur; Frick, Frères (lithogr)
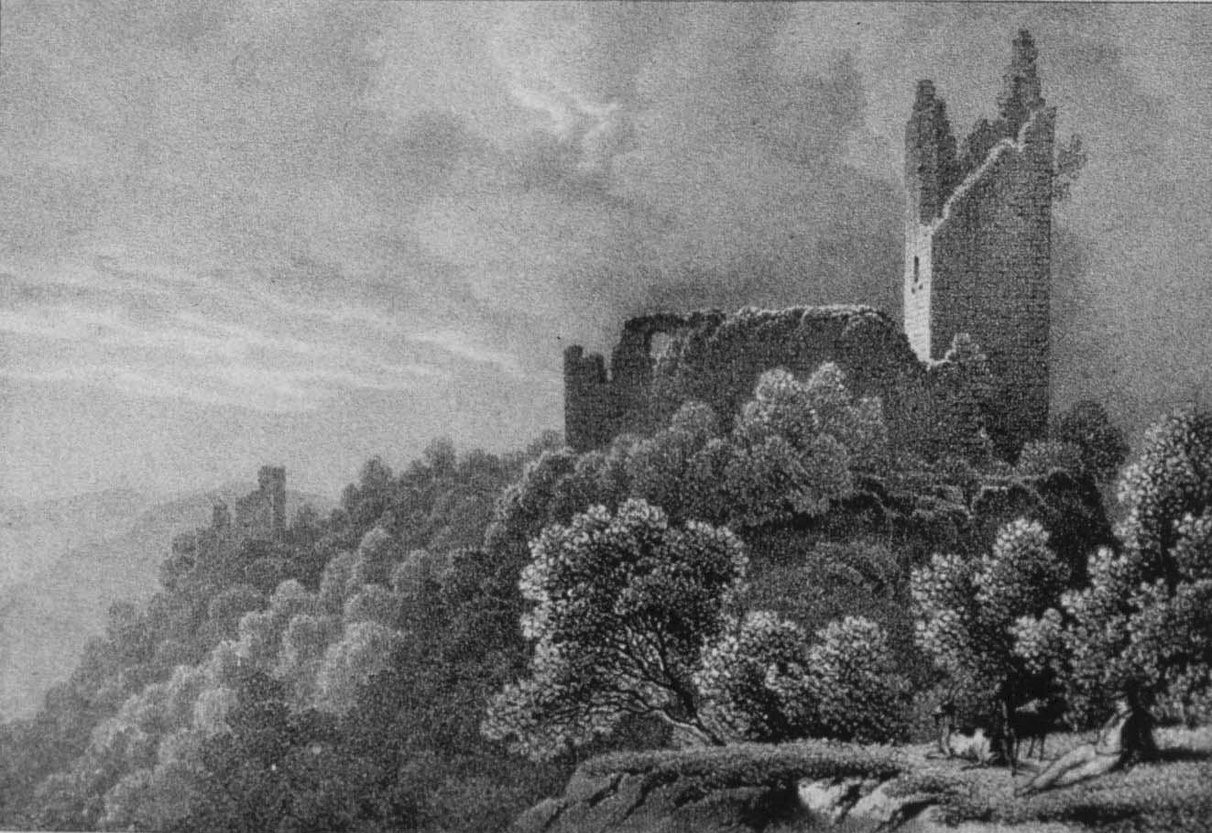
Vue d'artiste des château de Schrankenfels et du Haneck en 1839.
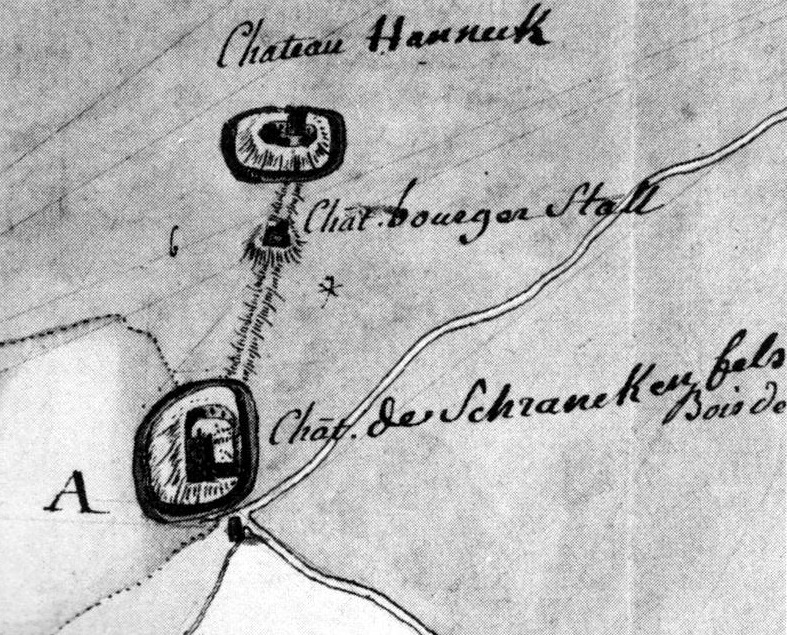
Haneck, Burgthalschloss und Schrankenfels
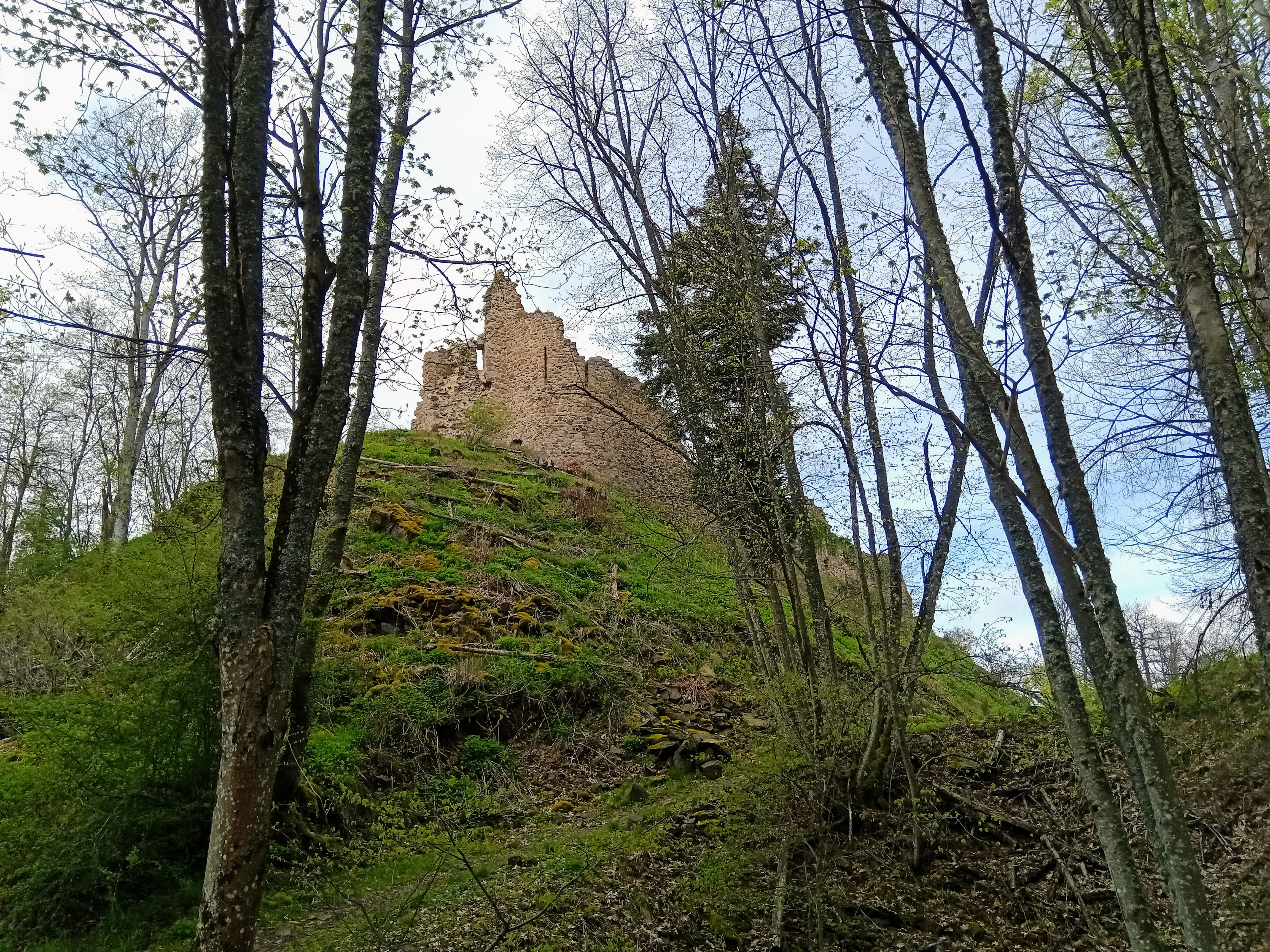
Château du Schrankenfels
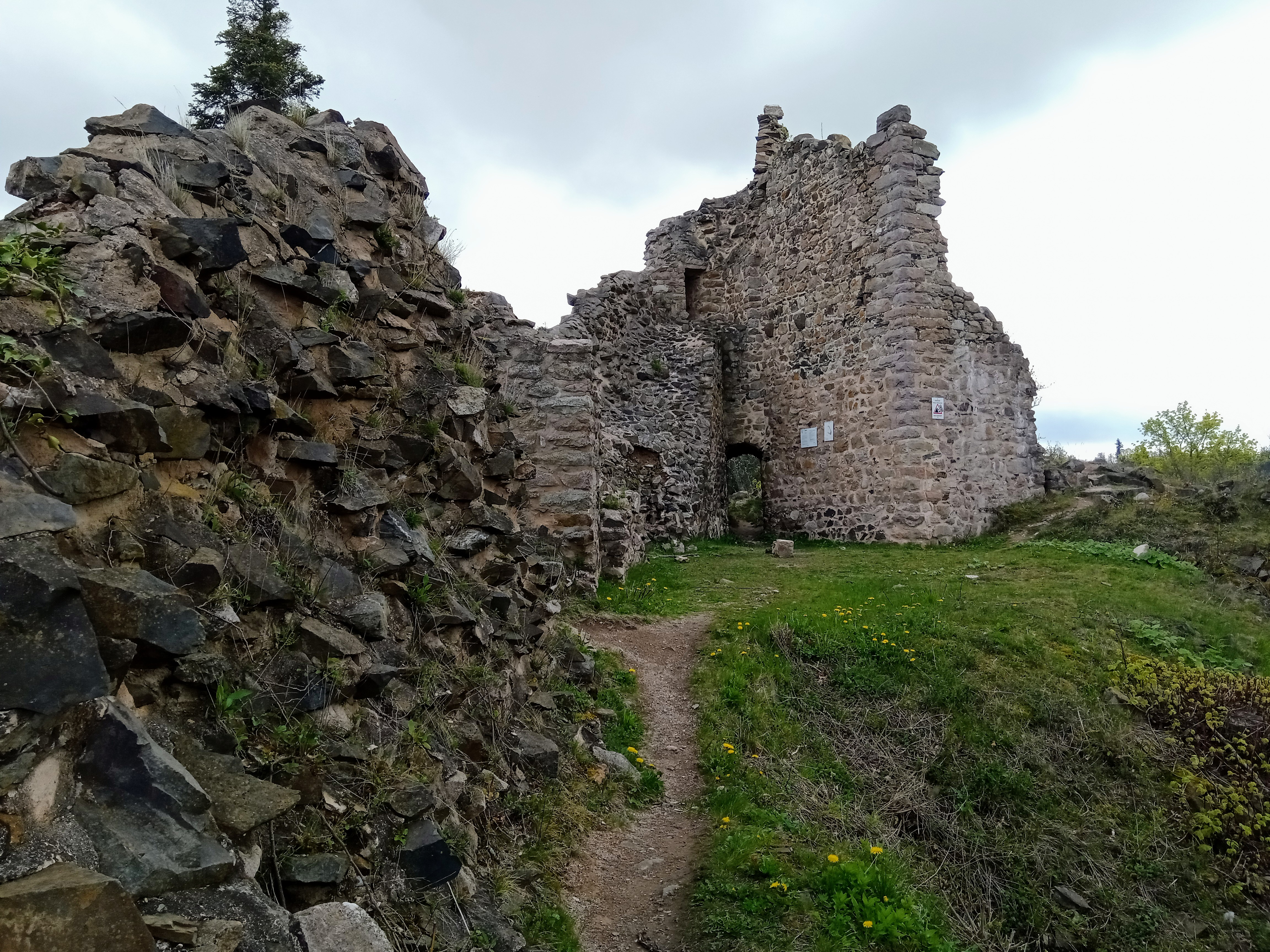
Château du Schrankenfels
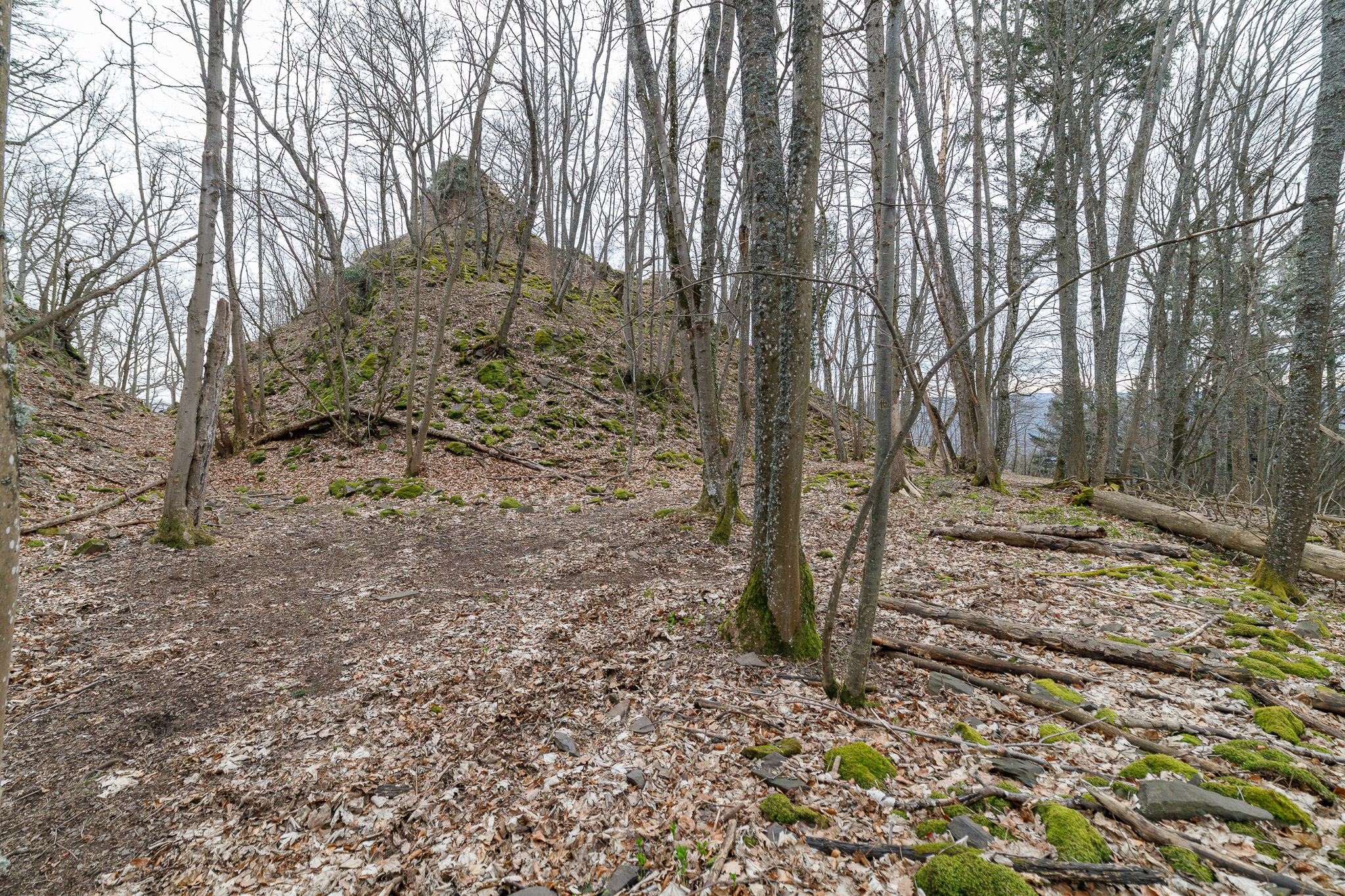
Château du Haneck
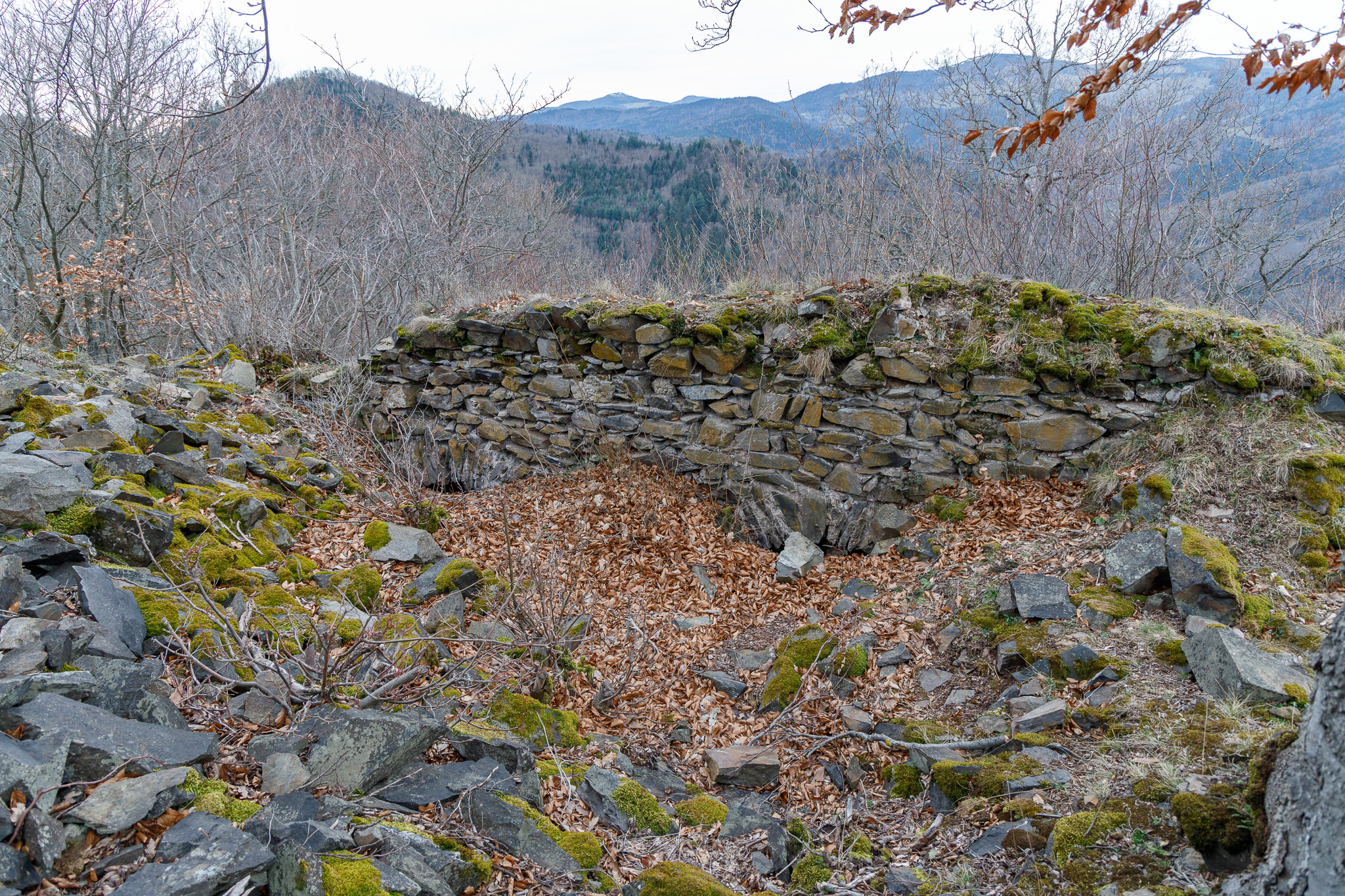
Château du Haneck
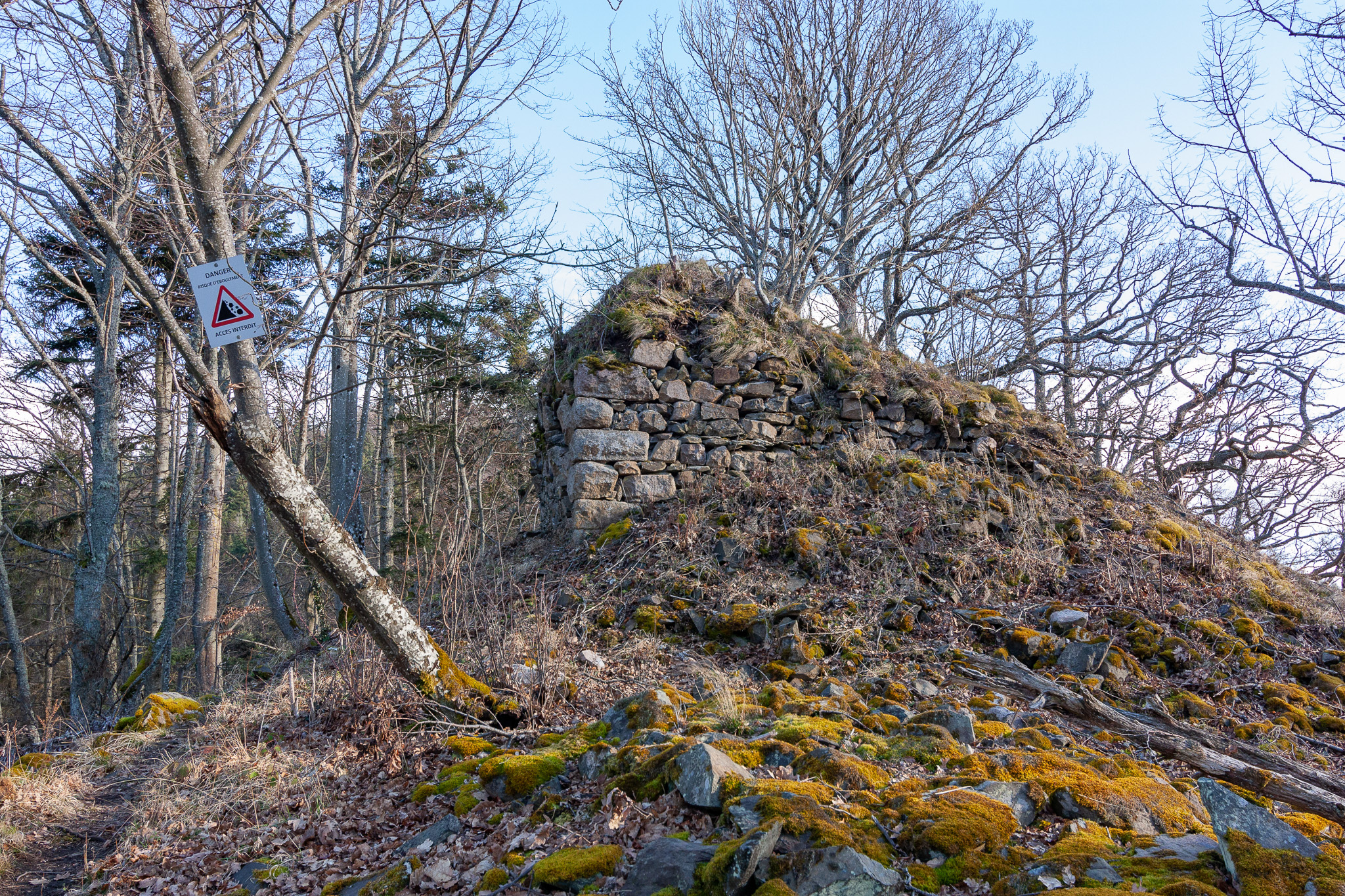
Burgthalschloss, tour
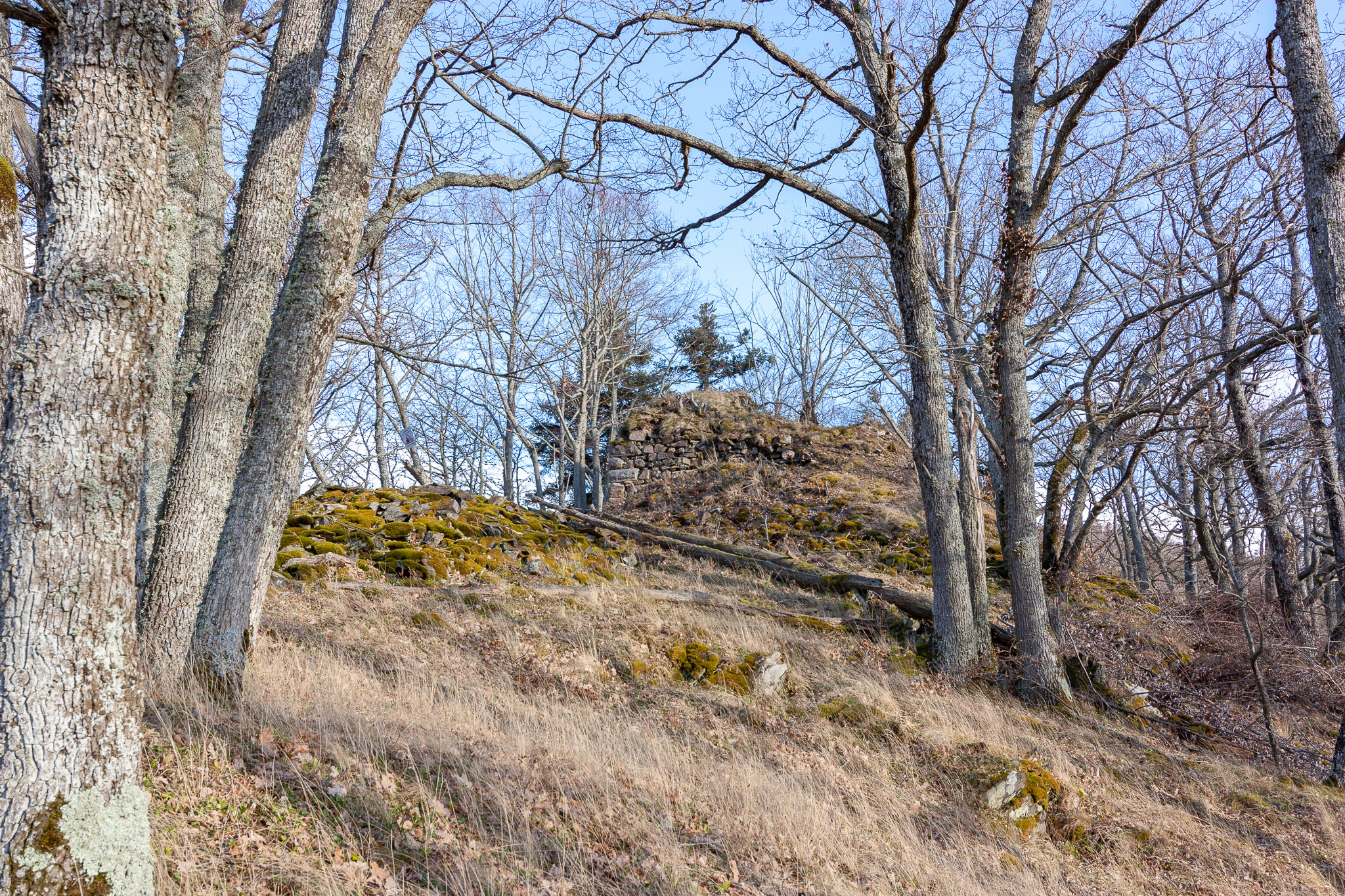
Burgthalschloss

### Les Schauenbourg
Cette famille originaire d'Allemagne possédait deux châteaux, l'un dans l'Ortenau (près d'Offenbourg), l'autre près de Bâle. D'après Jean-Daniel Schoepflin, c'est du premier que sont issues les branches d'Alsace, de Brisgau, de Moravie, du Luxembourg. Puissante dynastie qui servit au même titre l'Empire, le royaume de France et Soultzbach.

### Période allemande
À la suite de la défaite française lors de la guerre de 1870, le traité de Francfort du 10 mai 1871, entérinant le traité préliminaire de paix du 26 février 1871, entraine le rattachement de l’Alsace, moins Belfort, et d’une partie de la Lorraine à l'Empire allemand. Par conséquent, à la suite de la loi impériale du 20 juin 1872, la législation constitutionnelle de l'Empire allemand entre en vigueur dans ces territoires à compter du 1er janvier 1874, ce qui modifie le fonctionnement de l’administration communale : les petites communes de moins de 2 000 habitants sont ainsi désormais administrées par un maire secondé par deux adjoints, à ses côtés, un conseil municipal composé de dix membres élus au suffrage universel. Lors des débats portant sur la gestion financière de la commune le conseil municipal est complété par les dix plus importants contribuables du village, avec pouvoir de délibération. Le maire, un conseiller élu, est désigné et nommé par le Bezirksleiter l'équivalent du sous-préfet actuel, pour une durée identique à celle du conseil municipal, soit six ans. Exceptionnellement, le maire peut être une personne hors du conseil. Les séances du conseil municipal ne sont pas publiques, sauf décision spéciale des conseillers.

## Politique et administration

### Découpage territorial
La commune de Soultzbach-les-Bains est membre de la communauté de communes de la Vallée de Munster, un établissement public de coopération intercommunale (EPCI) à fiscalité propre créé le 30 mai 1996 dont le siège est à Munster. Ce dernier est par ailleurs membre d'autres groupements intercommunaux.
Sur le plan administratif, elle est rattachée à l'arrondissement de Colmar-Ribeauvillé, à la circonscription administrative de l'État du Haut-Rhin, en tant que circonscription administrative de l'État, et à la région Grand Est. 
Sur le plan électoral, elle dépendait jusqu'en 2020 du  canton de Wintzenheim pour l'élection des conseillers départementaux au sein du conseil départemental du Haut-Rhin. Depuis le 1er janvier 2021, elle dépend du même canton pour l'élection des conseillers d'Alsace au sein de la collectivité européenne d'Alsace.

### Finances communales
En 2014, le budget de la commune était constitué ainsi :
- total des produits de fonctionnement : 566 000 €, soit 803 € par habitant ;
- total des charges de fonctionnement : 409 000 €, soit 580 € par habitant ;
- total des ressources d'investissement : 183 000 €, soit 260 € par habitant ;
- total des emplois d'investissement : 107 000 €, soit 152 € par habitant ;
- endettement : 263 000 €, soit 372 € par habitant.

Avec les taux de fiscalité suivants :
- taxe d'habitation : 8,00 % ;
- taxe foncière sur les propriétés bâties : 11,28 % ;
- taxe foncière sur les propriétés non bâties : 79,39 % ;
- taxe additionnelle à la taxe foncière sur les propriétés non bâties : 0,00 % ;
- cotisation foncière des entreprises : 0,00 %.

### Liste des maires successifs (durant la période de 1808-2014)
| Période                                  | Période        | Identité                                   | Étiquette | Qualité |
| ---------------------------------------- | -------------- | ------------------------------------------ | --------- | ------- |
| 4 février 1944                           | 25 avril 1945  | Paul Bendele père                          |           |         |
| 20 avril 1945                            | 25 avril 1945  | Léon Wagner père désigné par la préfecture |           |         |
| 26 avril 1945                            | 4 octobre 1945 | Léon Wagner père, élu                      |           |         |
| 4 octobre 1945                           | 7 mai 1953     | Charles Ellminger                          |           |         |
| 8 mais 1953                              | 26 mars 1965   | Charles Freymuth                           |           |         |
| 27 mars 1965                             | 25 mars 1977   | Jean-Alfred Hoffmeister                    |           |         |
| 26 mars 1977                             | 4 mai 1979     | Léon Birgle                                |           |         |
| 19 mai 1979                              | 10 mars 2001   | Gérard Antony                              |           |         |
| 11 mars 2001                             | 16 mars 2008   | Jean Siry                                  |           |         |
| 16 mars 2014                             | En cours       | Jean-Louis Feuerstein                      |           |         |
| Les données manquantes sont à compléter. |                |                                            |           |         |

## Équipements et services publics

### Enseignement
Il existe une classe à Soultzbach au plus tard à partir de 1842. À cette date, celle-ci compte quatre-vingts élèves, la plupart ne suivant toutefois les cours qu’en hiver, leurs parents préférant les faire travailler le reste de l’année. Une école de filles et une école maternelle sont créées dans la deuxième moitié du XIXe siècle.
En 2023, l’enseignement préélémentaire est assuré par une école maternelle comptant vingt-huit élèves et l’enseignement primaire par une école primaire comptant trois classes pour un total de cinquante-trois élèves. Pour l’enseignement secondaire général, les établissements les plus proches sont le collège Frédéric Hartmann et le lycée général Frédéric Kirschleger, tous deux situés à Munster. Pour l’enseignement secondaire professionnel, les établissements les plus proches sont le lycée polyvalent Lazare de Schwendi à Ingersheim et le lycée horticole du Pflixbourg à Wintzenheim.

## Population et société

### Démographie
L'évolution du nombre d'habitants est connue à travers les recensements de la population effectués dans la commune depuis 1793. Pour les communes de moins de 10 000 habitants, une enquête de recensement portant sur toute la population est réalisée tous les cinq ans, les populations de référence des années intermédiaires étant quant à elles estimées par interpolation ou extrapolation. Pour la commune, le premier recensement exhaustif entrant dans le cadre du nouveau dispositif a été réalisé en 2008.

En 2022, la commune comptait 727 habitants, en évolution de −1,89 % par rapport à 2016 (Haut-Rhin : +0,66 %, France hors Mayotte : +2,11 %).
| 1793 | 1800 | 1806 | 1821 | 1831 | 1836 | 1841 | 1846 | 1851  |
| ---- | ---- | ---- | ---- | ---- | ---- | ---- | ---- | ----- |
| 748  | 639  | 705  | 767  | 909  | 950  | 913  | 987  | 1 007 |

| 1856 | 1861 | 1866 | 1871 | 1875 | 1880 | 1885 | 1890 | 1895 |
| ---- | ---- | ---- | ---- | ---- | ---- | ---- | ---- | ---- |
| 973  | 956  | 927  | 848  | 797  | 789  | 756  | 706  | 650  |

| 1900 | 1905 | 1910 | 1921 | 1926 | 1931 | 1936 | 1946 | 1954 |
| ---- | ---- | ---- | ---- | ---- | ---- | ---- | ---- | ---- |
| 703  | 674  | 646  | 596  | 657  | 651  | 593  | 615  | 607  |

| 1962 | 1968 | 1975 | 1982 | 1990 | 1999 | 2006 | 2008 | 2013 |
| ---- | ---- | ---- | ---- | ---- | ---- | ---- | ---- | ---- |
| 599  | 550  | 576  | 573  | 588  | 602  | 644  | 656  | 735  |

| 2018 | 2022 | - | - | - | - | - | - | - |
| ---- | ---- | - | - | - | - | - | - | - |
| 730  | 727  | - | - | - | - | - | - | - |

## Culture locale et patrimoine

### Lieux et monuments

#### Église Saint-Jean-Baptiste
Le chœur avec son tabernacle, l'autel et les monuments funéraires de l'église catholique Saint-Jean-Baptiste (1351-1514) ont fait l'objet d'une inscription sur l'inventaire supplémentaire des monuments historiques, par arrêté du 22 mars 1934
- chœur daté de 1514 avec tabernacle mural (fin XVe siècle) porté par saint Christophe et entouré d'anges[27].
- clocher et nef XIXe siècle.
- autels en bois sculpté du XVIIIe siècle.
- pierres tombales du XIVe et XVIe siècles à l'intérieur de l'église.
- Mur gouttereau du XVe siècle, sur le bas-côté nord-est de l’église paroissiale est peinte une longue bande funéraire, symbole de deuil, ornée d’armoiries. Elle marque visuellement la fin d’une lignée de la famille des Hattstatt-Schauenbourg.
- Pierre tombale de 1351 en grès jaune (202 × 89 × 11 cm), partiellement mutilée, représentant une femme couchée, la tête reposant sur un coussin. Elle est vêtue d’une longue robe et sa tête est recouverte d’un voile. Dans les mains jointes sur la poitrine, elle tient un grand chapelet. Sur le pourtour du monument se déroule une épitaphe altérée qui indique que la défunte était l’épouse de Jean de Hattstatt, et qu’elle est décédée en 1351. Il pourrait s’agir de Johanna Rumler-Schaler, mariée en 1345 à Jean Ier, seigneur de Schrankenfels. Par rapprochements stylistiques, ce monument est associé à l'œuvre de Woelflin de Rouffach. (I.M.H. 1997)
- Custode de 1500, en grès rose, cette custode, ou armoire eucharistique, est surmontée d’un pinacle et se dresse le long du mur nord. Elle constitue un don de Jacques de Hattstatt et Marguerite de Rathsamhausen. Saint Christophe portant l’Enfant soutient l’ensemble[28]. L’armoire est ornée de motifs végétaux qui évoquent un arbre de vie. La partie centrale est entourée par les symboles des quatre évangélistes, par des anges portant des cierges et des encensoirs. Un Christ de douleur ainsi que la Vierge éplorée sont aussi représentés.
- Pierre tombale de Jacques de Hattstatt et de Marguerite de Rathsamhausen[29],[30]  de 1518, en grès jaune (216 × 119 × 20 cm), à l’origine, ce monument funéraire se trouvait dans la chapelle funéraire des Hattstatt. Il représente Jacques, mort le 25 juillet 1514, en armure, et son épouse Marguerite, décédée le 23 avril 1518. Les deux défunts sont couchés côte à côte, la tête reposant sur un coussin, les pieds posés sur deux lions opposés. Les mains sont jointes dans le geste de la prière. Après la Révolution, le monument est sorti de l’église et apposé contre le mur gouttereau sud. Il est ensuite placé à nouveau à l’intérieur de l’édifice pour le préserver des intempéries.
- Cette église paroissiale se dresse à l’extérieur de l’ancienne cité fortifiée de Soultzbach. Le chœur date de la fin XVe début XVIe siècle. En 1738, la nef est reconstruite et agrandie, l’ensemble de l’église est rénové en 1832. L’année suivante, Joseph Callinet (1795-1857), originaire de Rouffach, réalise l’orgue[31],[32]. En 1898, l’édifice est complété par le clocher. L’ensemble est entouré par le cimetière[33].

#### Chapelle Sainte-Catherine
- Datée du XVe et restaurée au XVIIIe siècle[34].

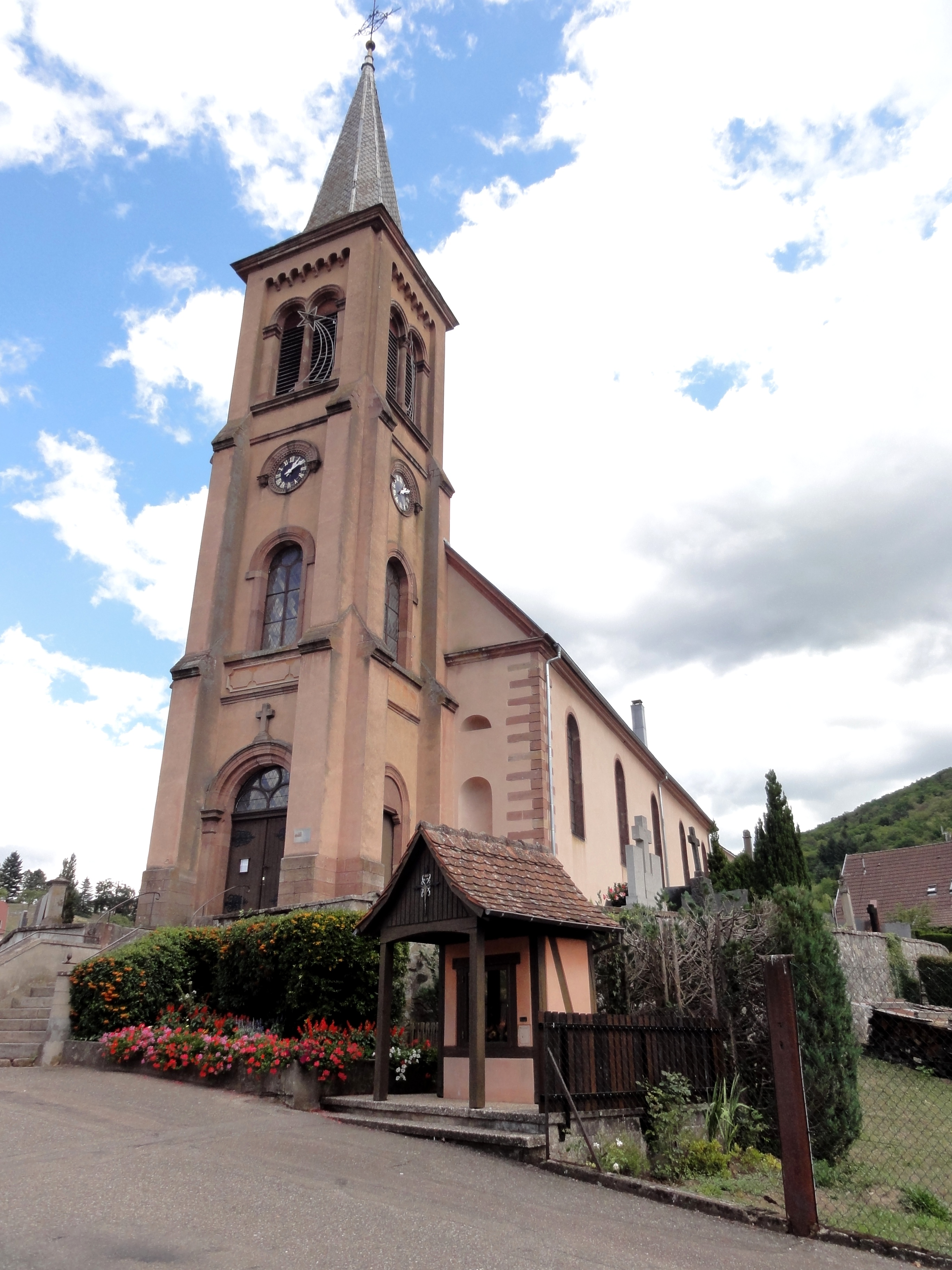
Église Saint-Jean-Baptiste.
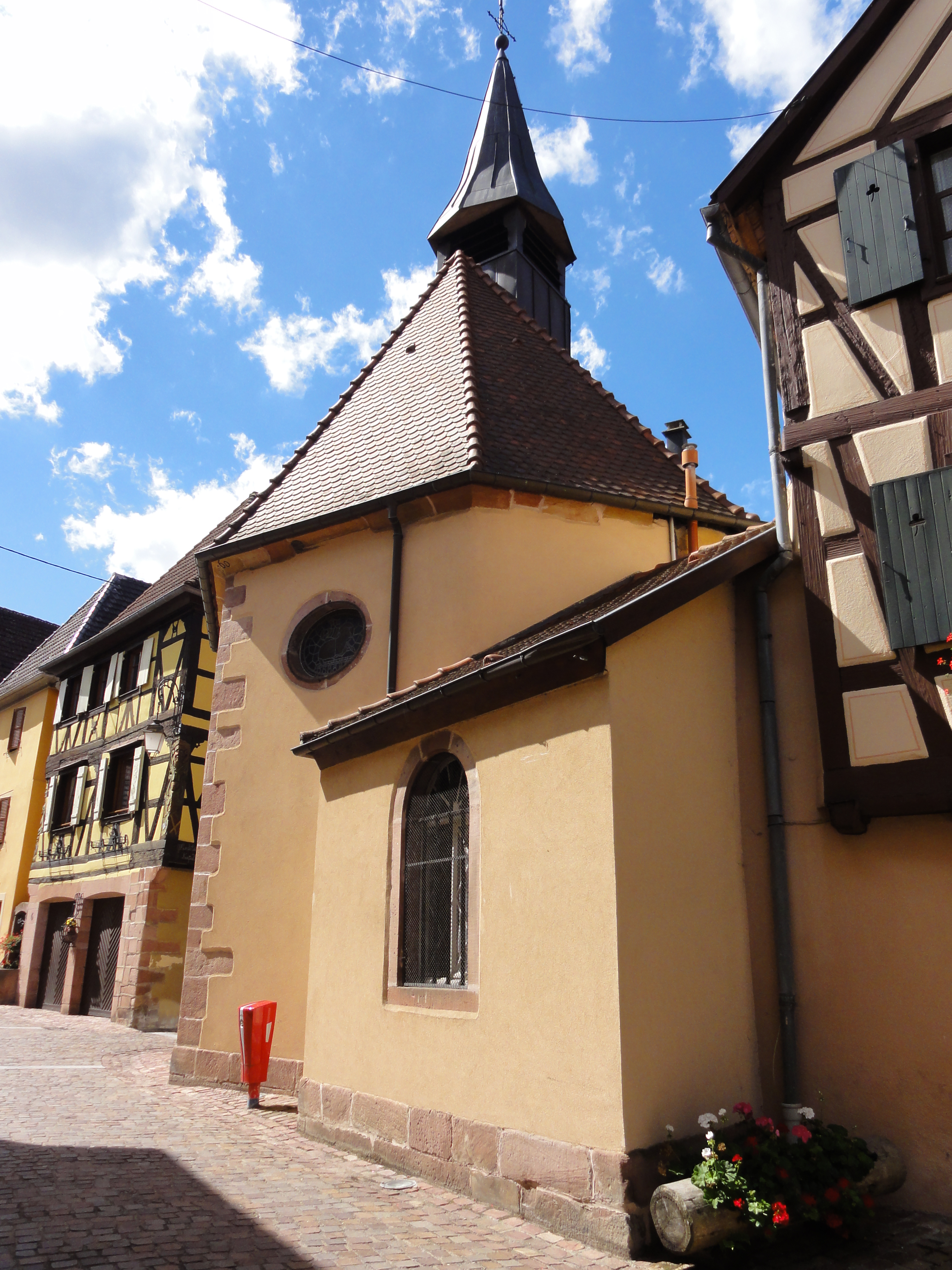
Chapelle Sainte-Catherine.
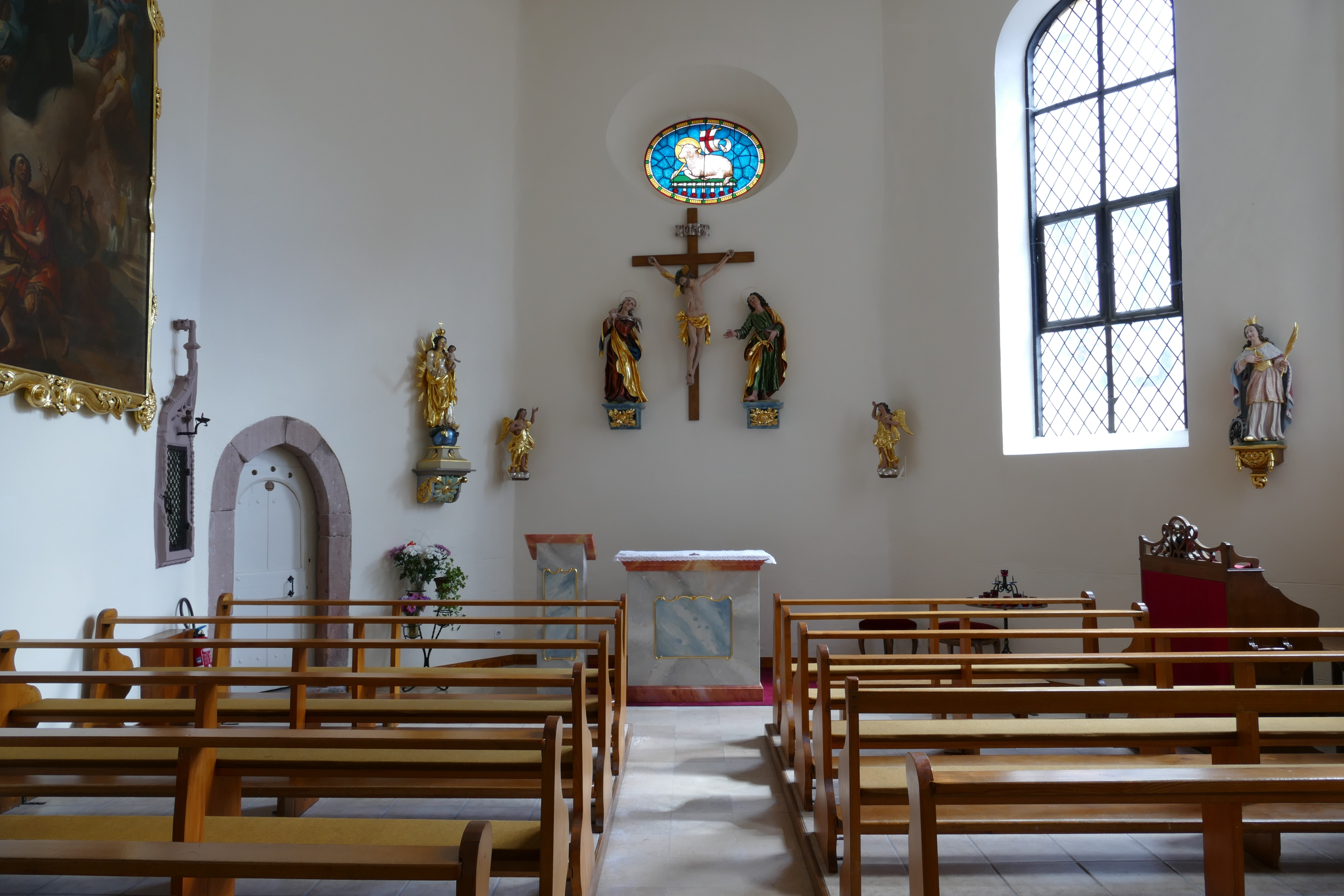
Intérieur de la chapelle.
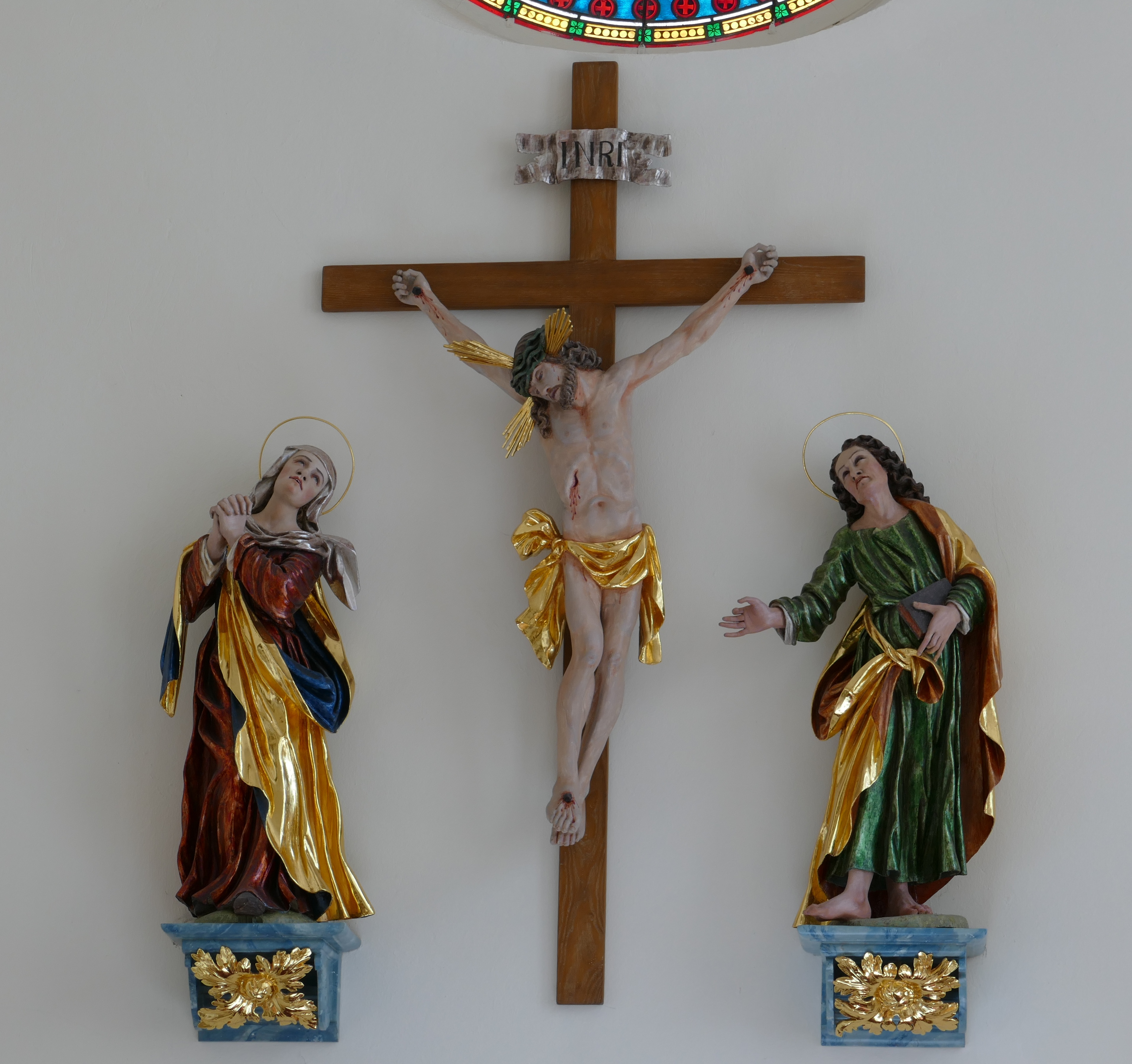
Calvaire (XVIIIe)[35],[36].
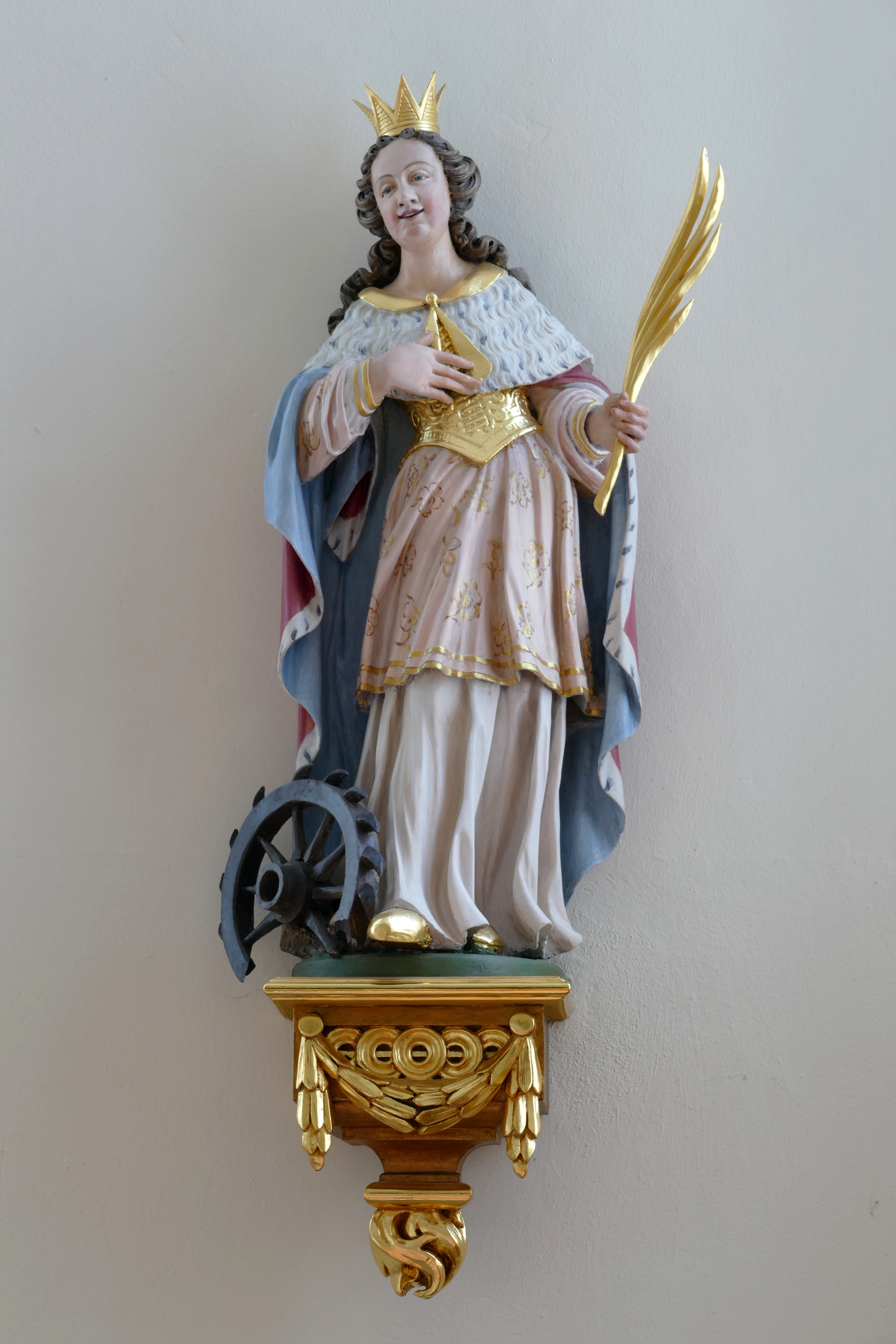
Statue de Sainte-Catherine et sa console (XVIIIe)[37].
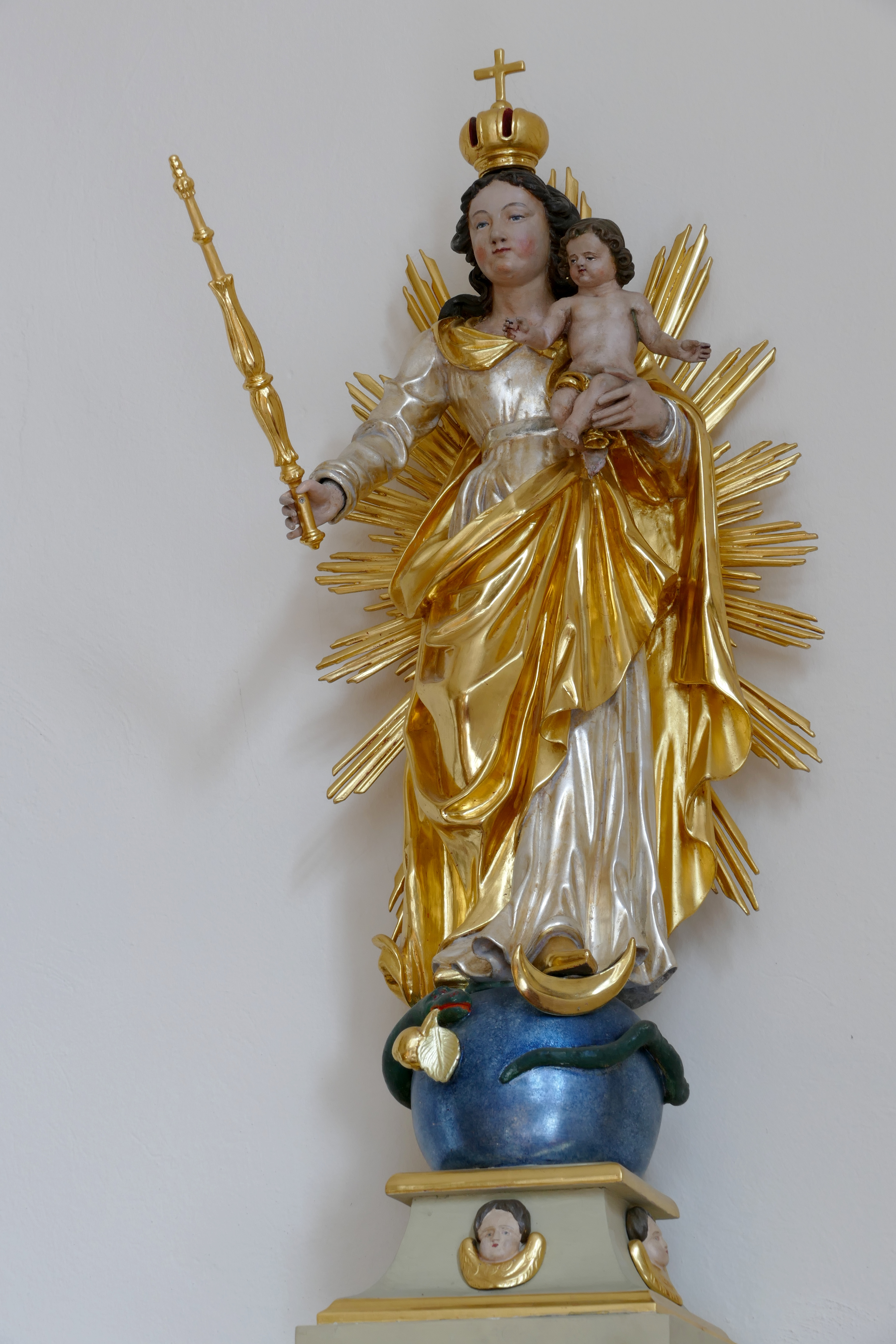
Vierge à l'enfant (XVIIIe)[38],[39].
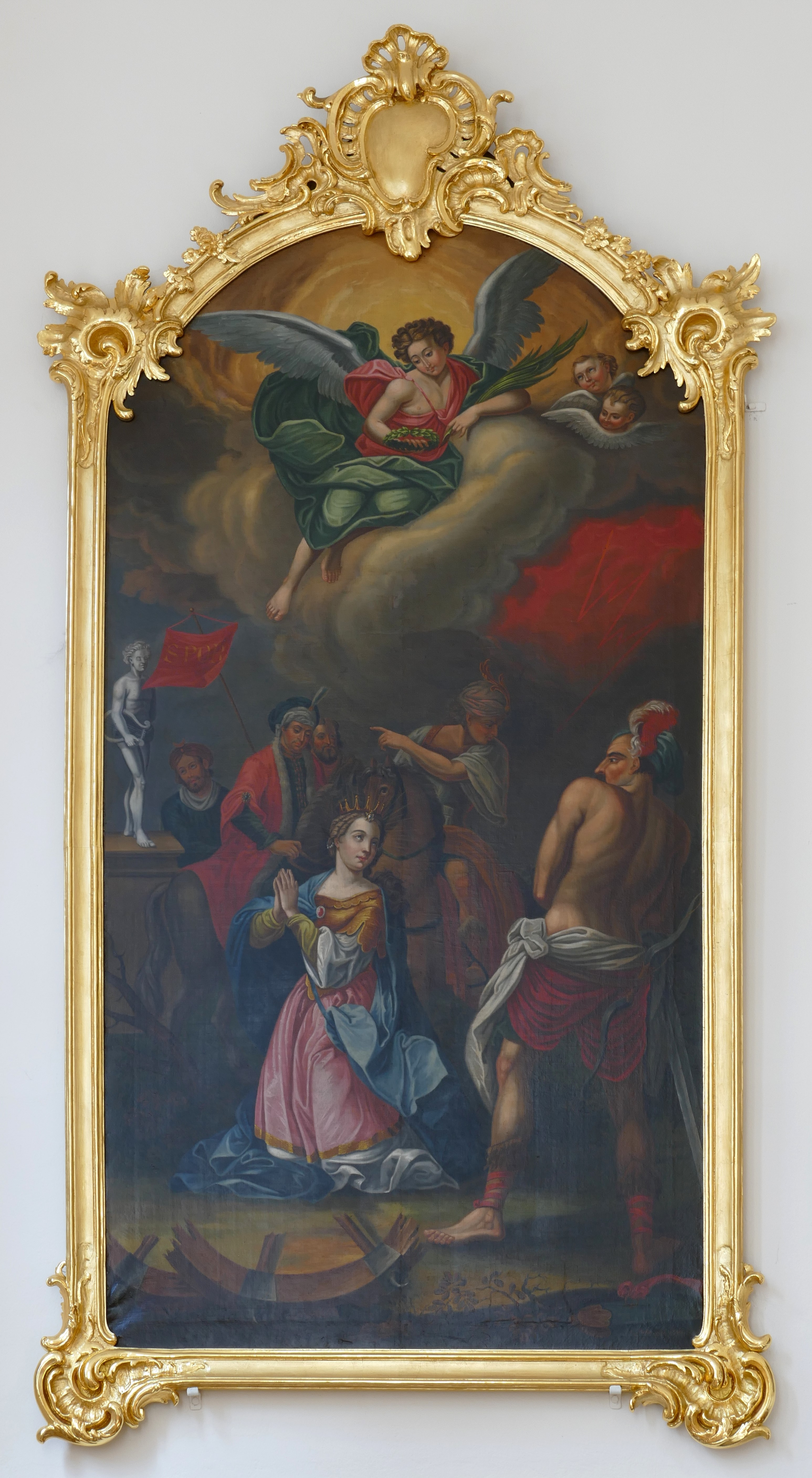
Tableau et son cadre "Le martyre de Sainte-Catherine" (1840)[40].

#### Ancien château des Hattstatt-Schauenbourg
- Le château est construit pour les seigneurs de Hattstatt, vers 1275, et reste leur propriété jusqu’à la fin du XVIe siècle. En 1603, il passe aux Schauenbourg[41],[42], qui le transforment en hôtel à partir de 1615 pour y accueillir les nombreux curistes attirés par les eaux réputées de l’endroit. En 1818, il est acheté par l’abbé Jean-Jacques Bobérieth avant d’être acquis par la congrégation des Sœurs de la Divine Providence de Ribeauvillé, en 1903[43]. Il devient alors la maison de retraite Sainte-Anne. Cette partie du château, qui correspond au logis central, remonte au XVe siècle.
- La tour du XIIIe siècle : elle est construite au moment où les Hattstatt font entourer la cité des remparts afin de la défendre des agressions éventuelles des seigneurs des environs. L’emplacement du fossé est désormais occupé par un jardin, entretenu par les sœurs de la maison Sainte-Anne jusqu'en 2007 puis mis en vente.

#### Monument aux morts
Monument aux Morts devant l'église,.

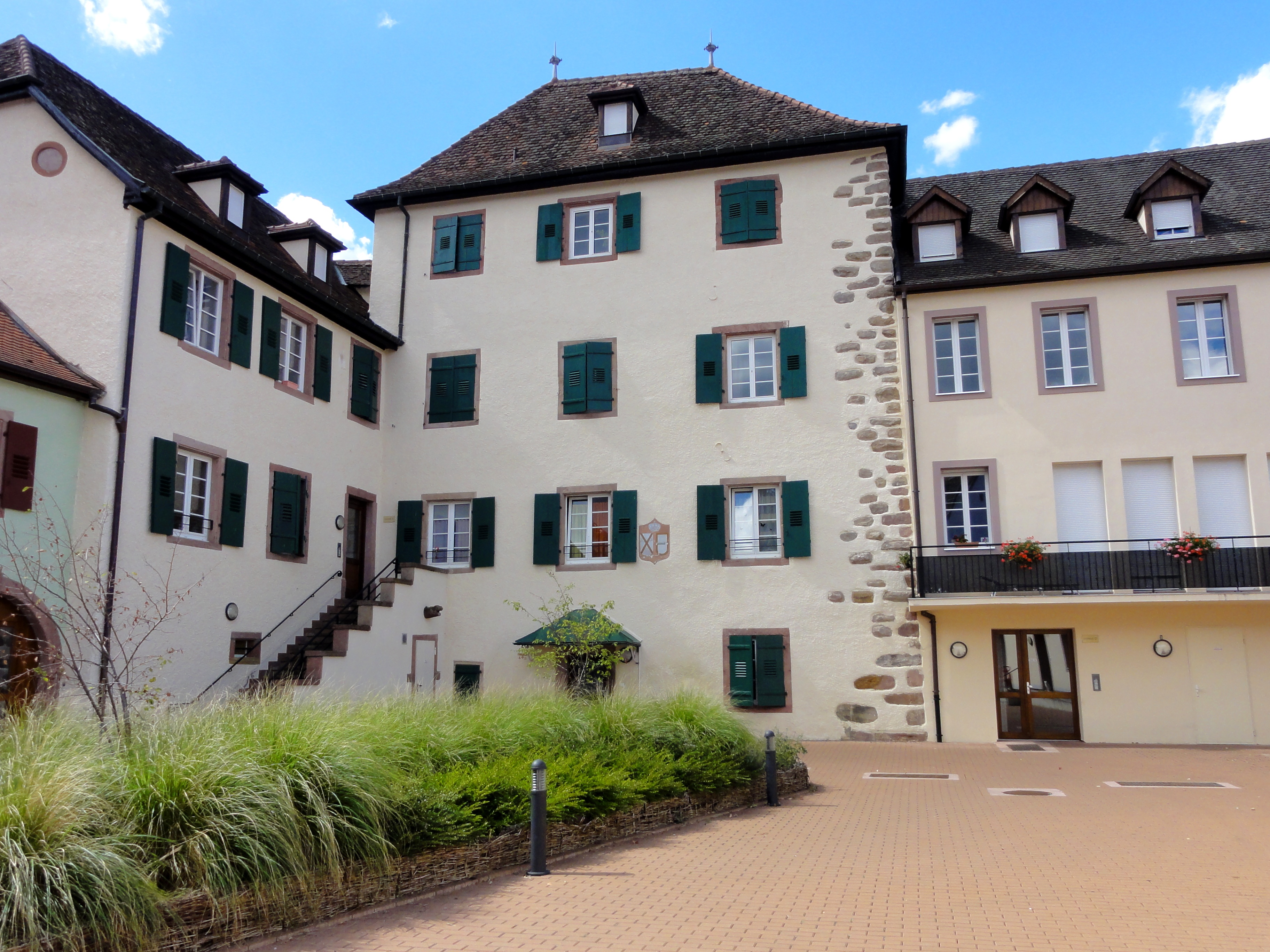
Château des Hattstatt-Schauenburg (XVIe-XVIIe-XVIIIe)[41].
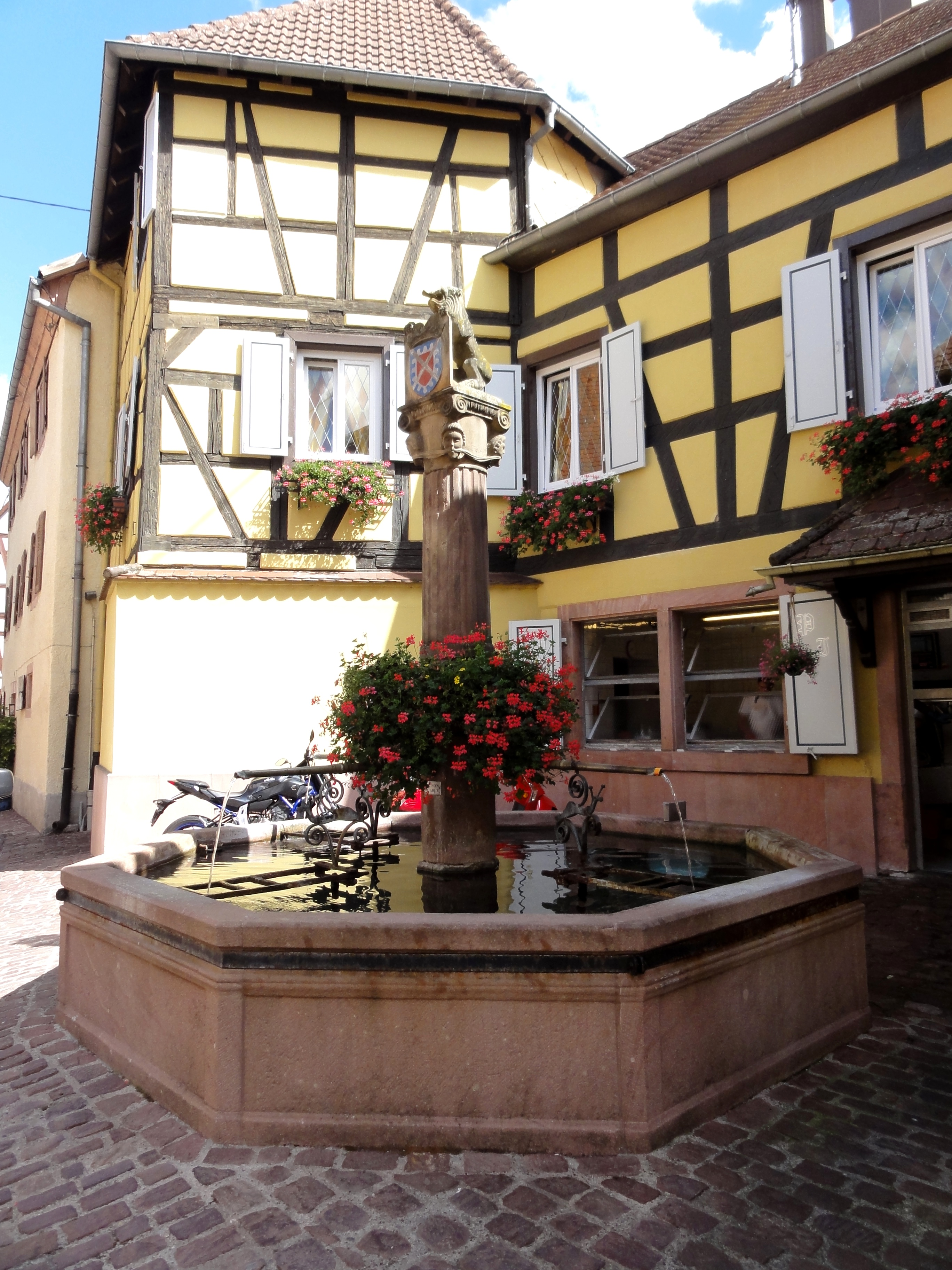
Fontaine au Lion (XVIIe-XIXe), Grand'Rue[46].
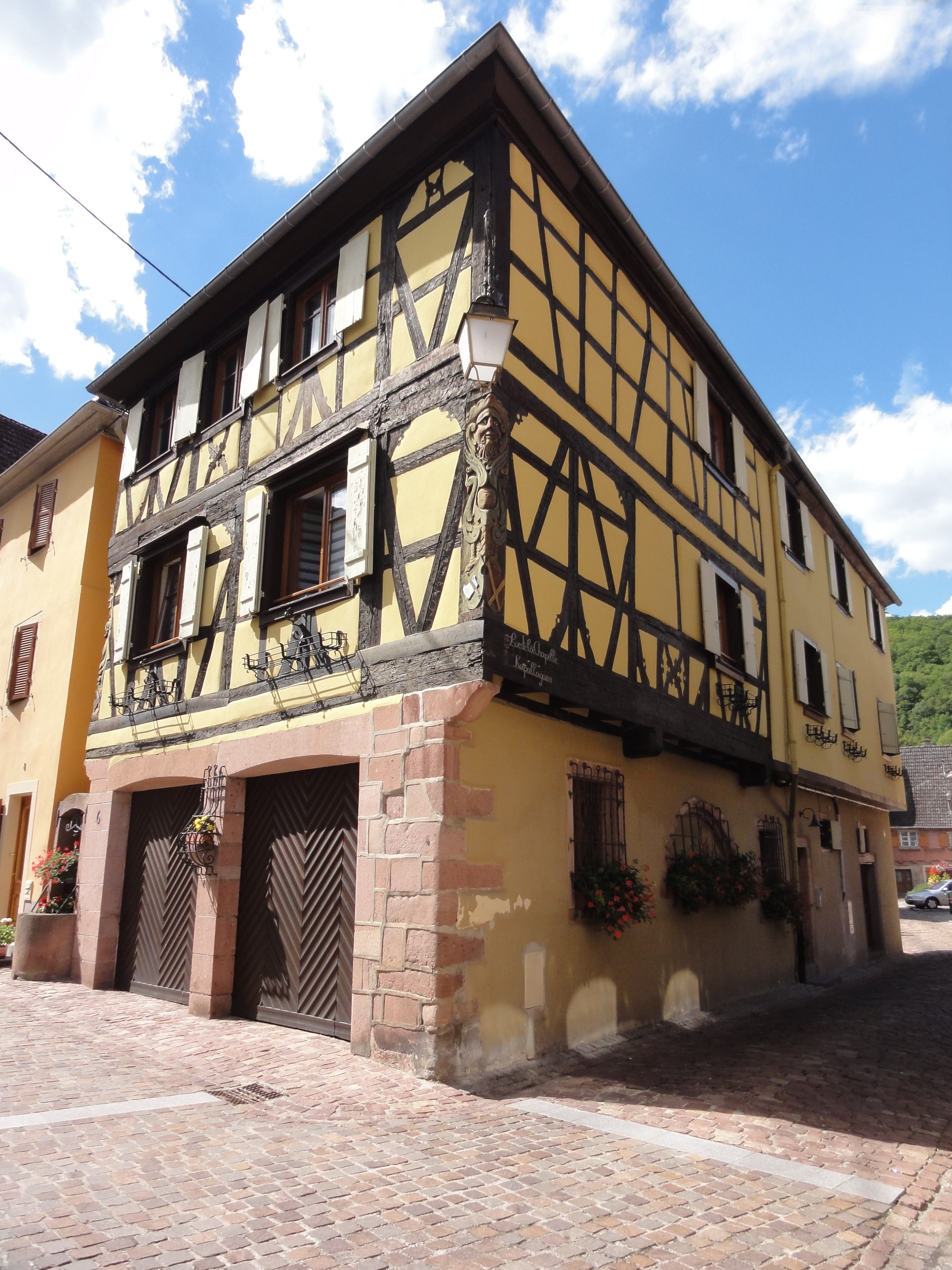
Maison de vigneron (1667), 6 Grand'Rue[47].
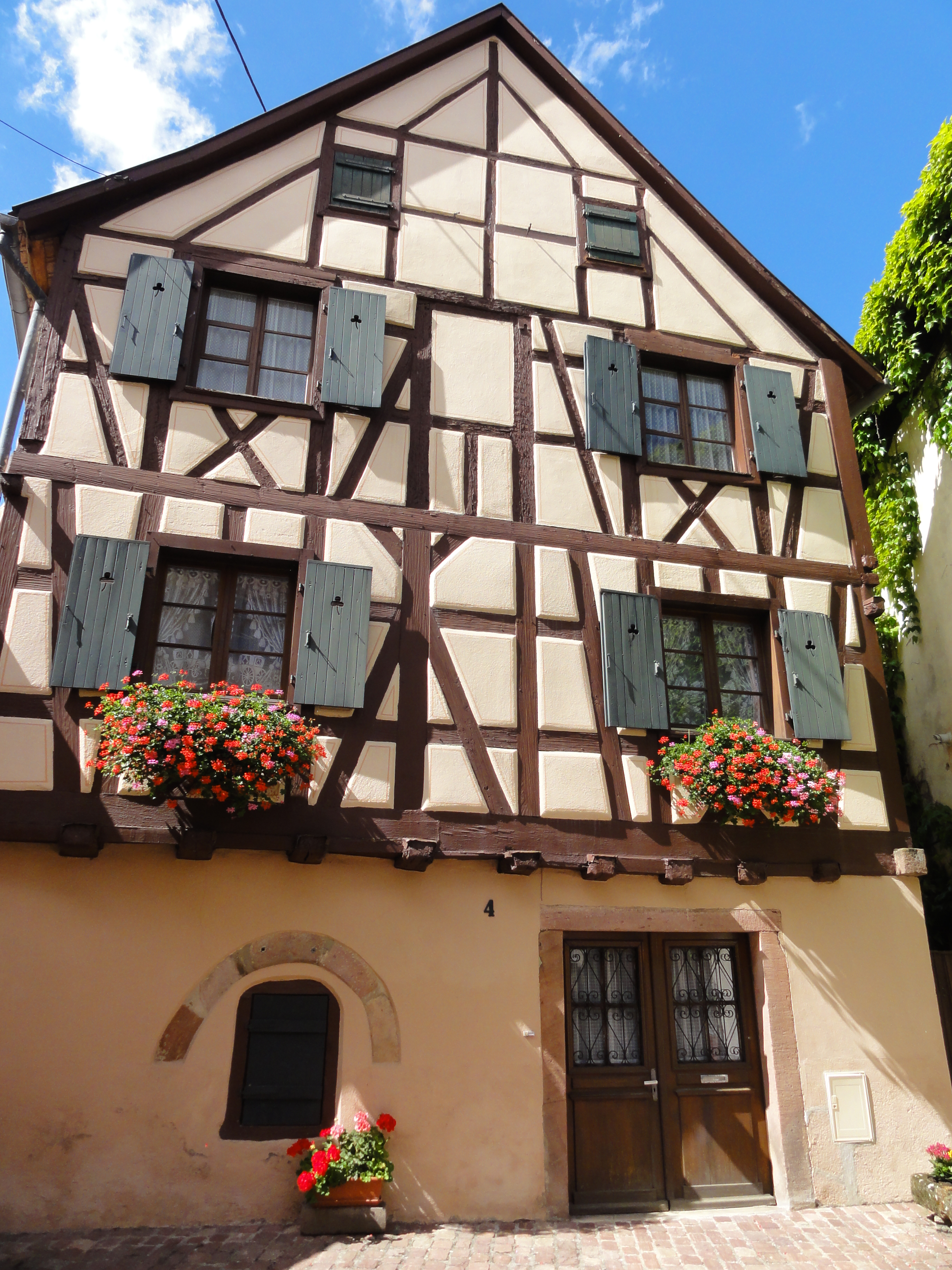
Maison de vigneron (XVIIe-XVIIIe), 4 Grand'Rue[48].
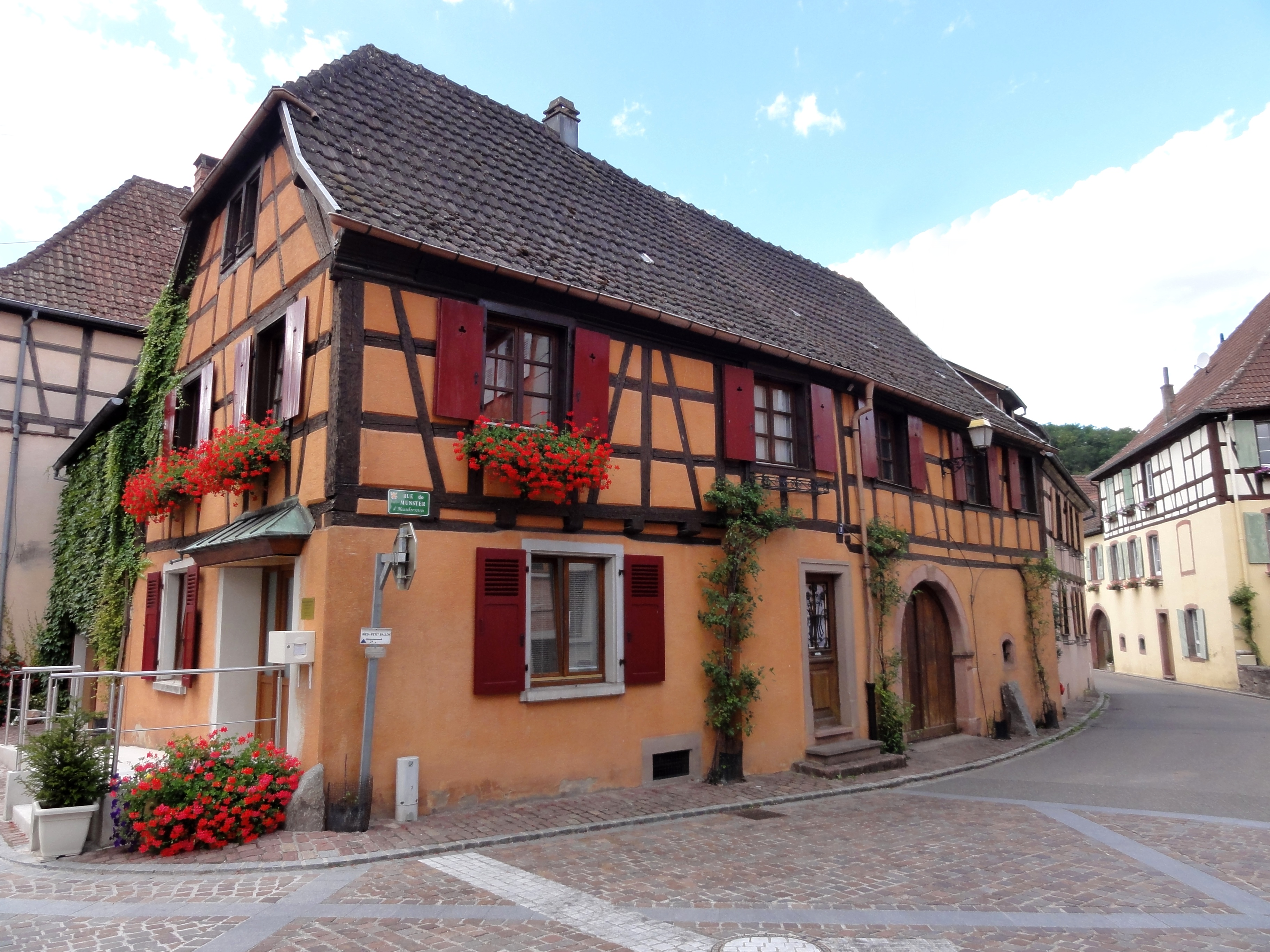
Maison de vigneron (1803), 1 rue de Munster[49].
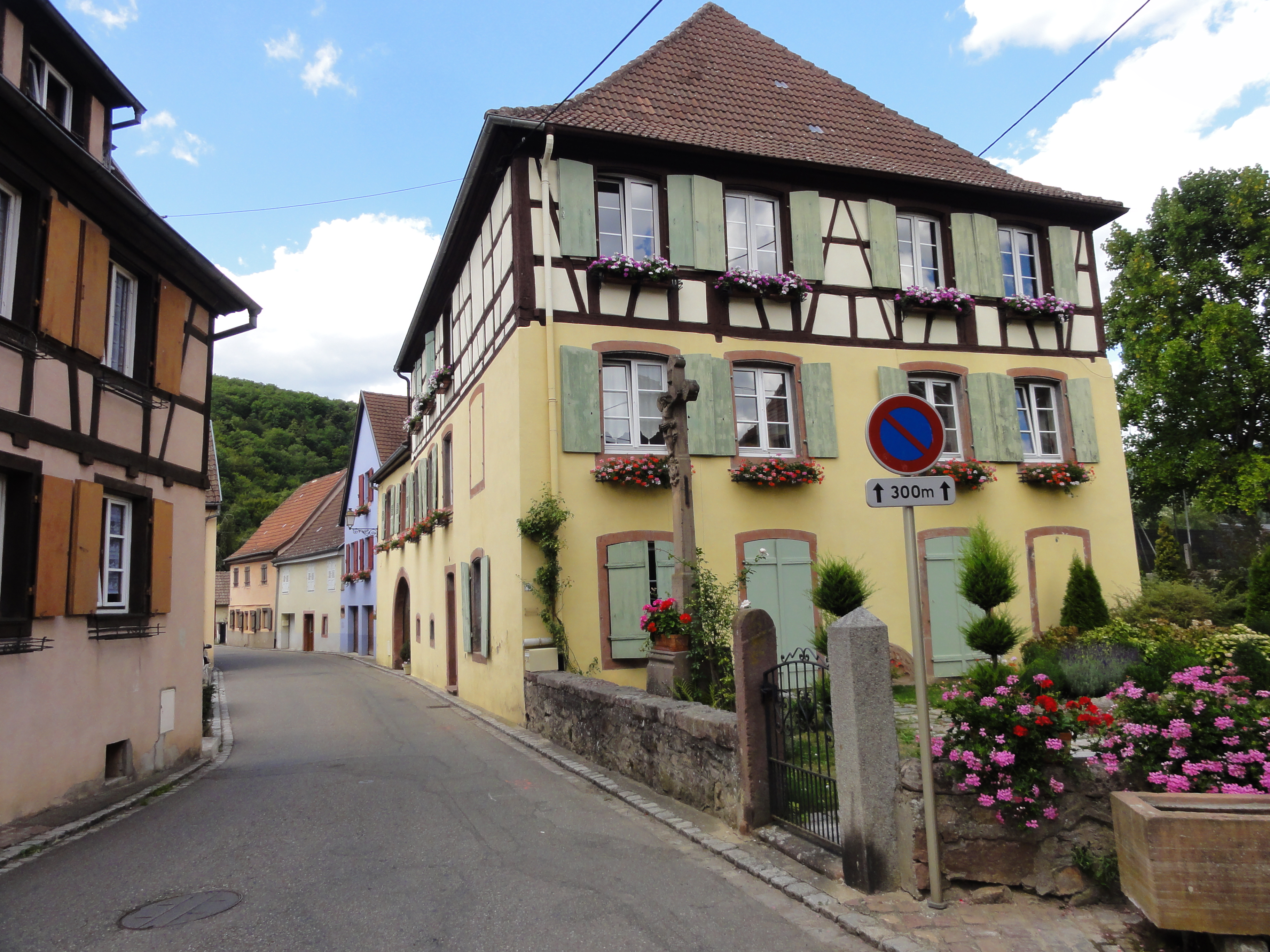
Maison de la famille Mettauer (1771), 4 rue de Munster[50].
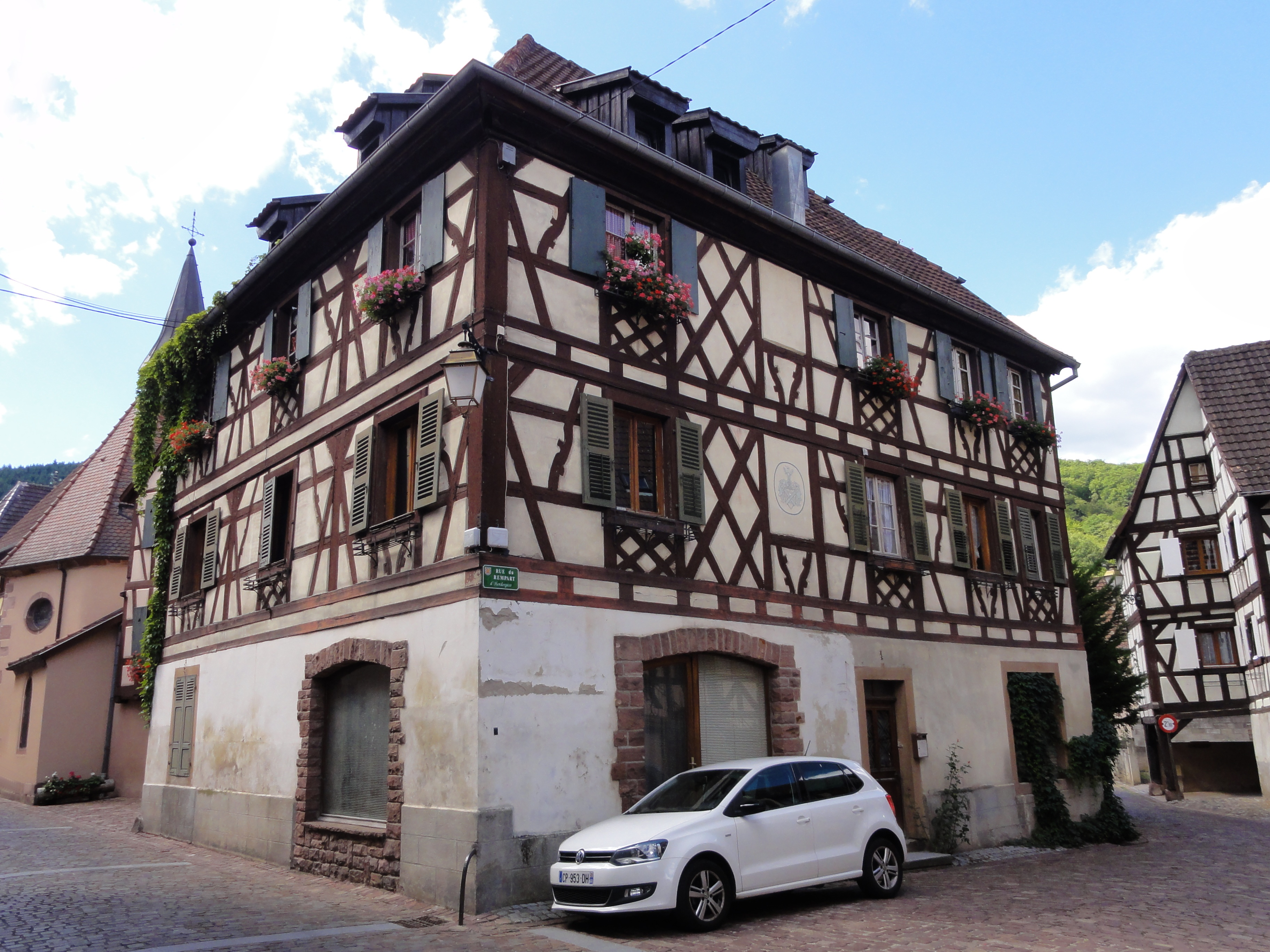
Maison (XVIIIe), 1 rue du Rempart[51].
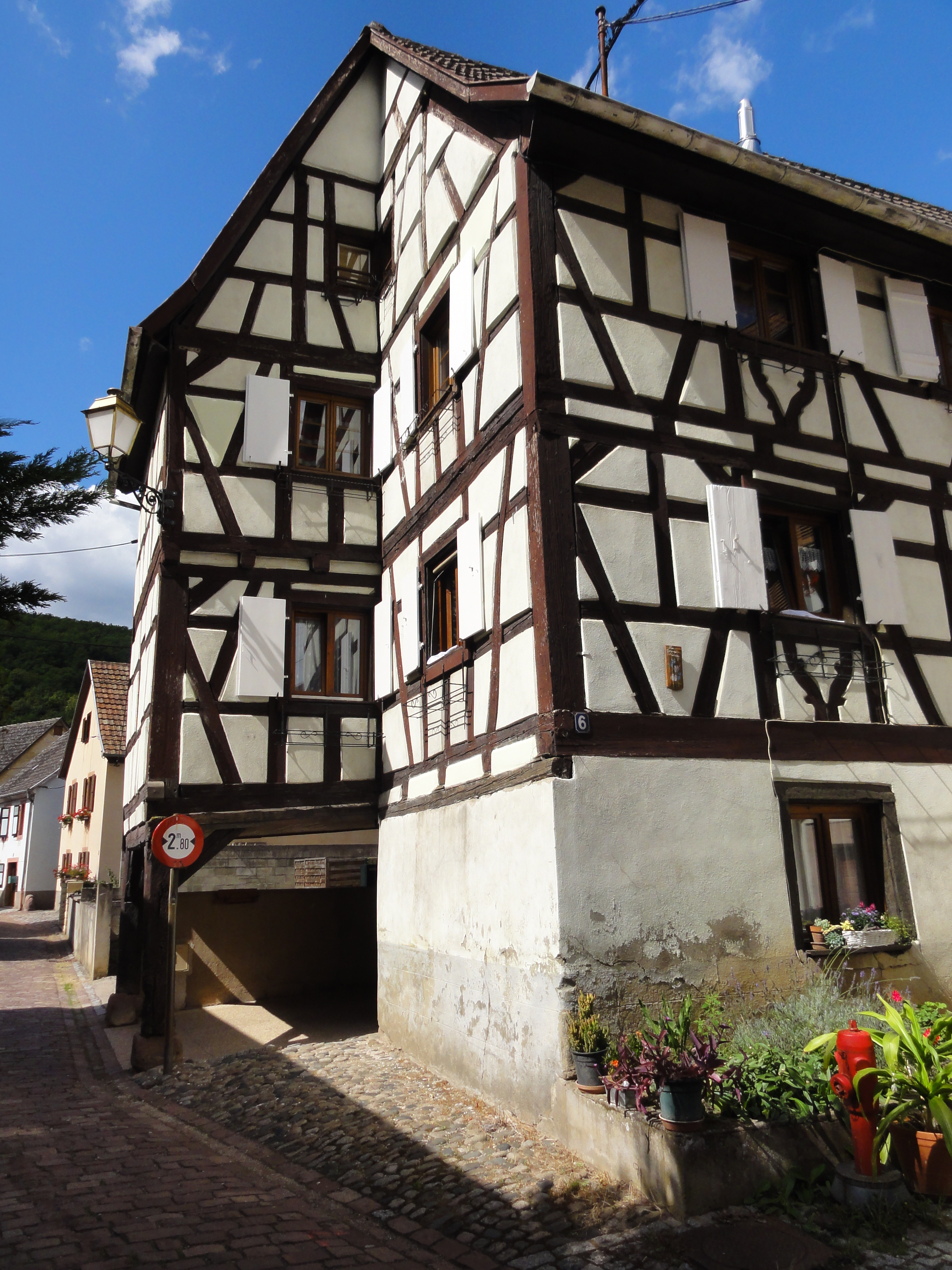
Maison (XVIIIe), 6 rue du Rempart[52].
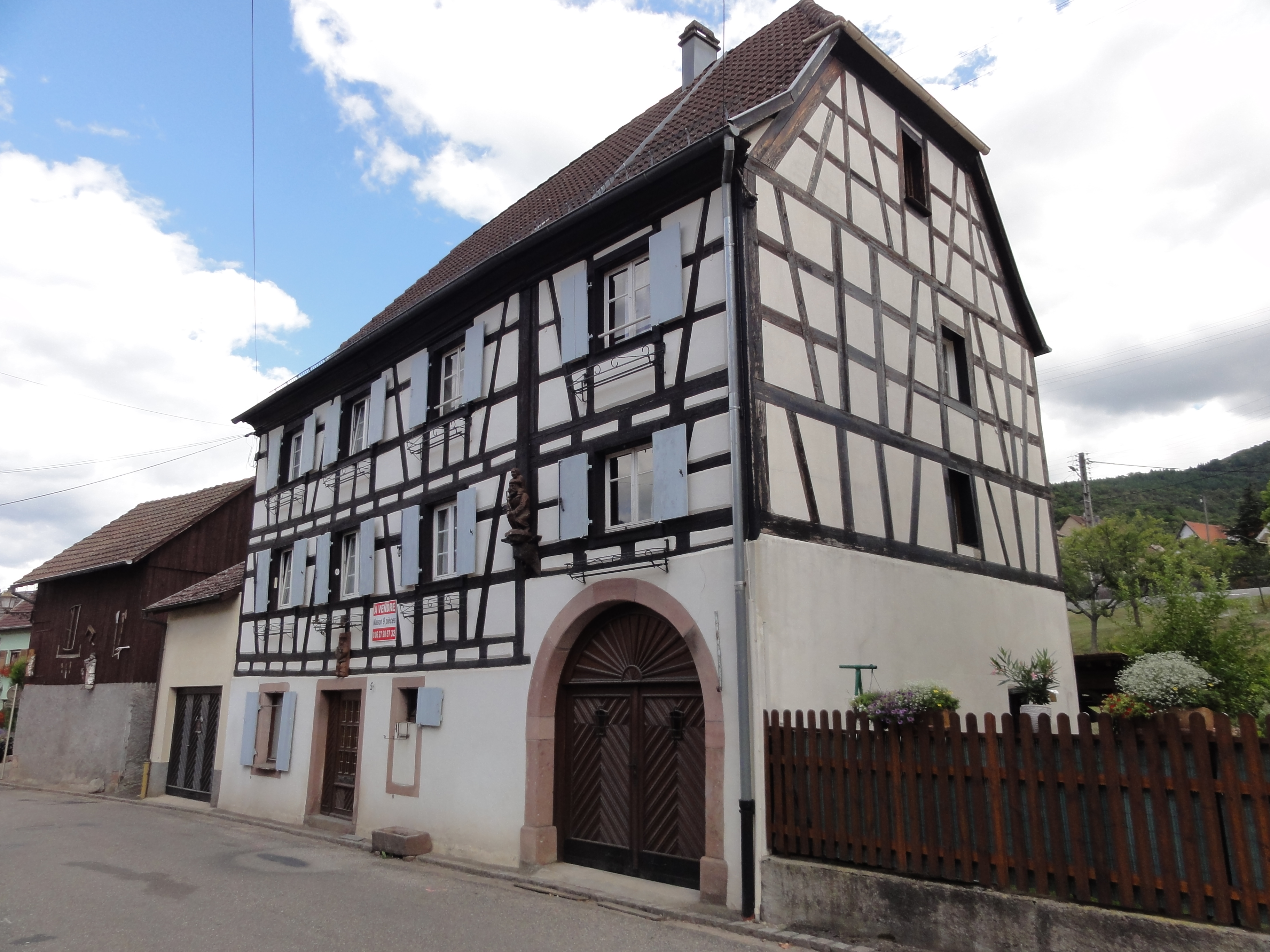
Maison de vigneron (XVIIIe), 5 rue des Bains[53].

### Personnalités liées à la commune
- Cyrille Vogel (1919-1982), historien de la liturgie, professeur à  l’université des Sciences humaines de Strasbourg.

### Héraldique
| Blason de Soultzbach-les-Bains | Les armes de Soultzbach-les-Bains se blasonnent ainsi : « De gueules à la bordure nébulée d'azur et d'argent, au sautoir d'or brochant. » |